# Storia della Pallacanestro Varese

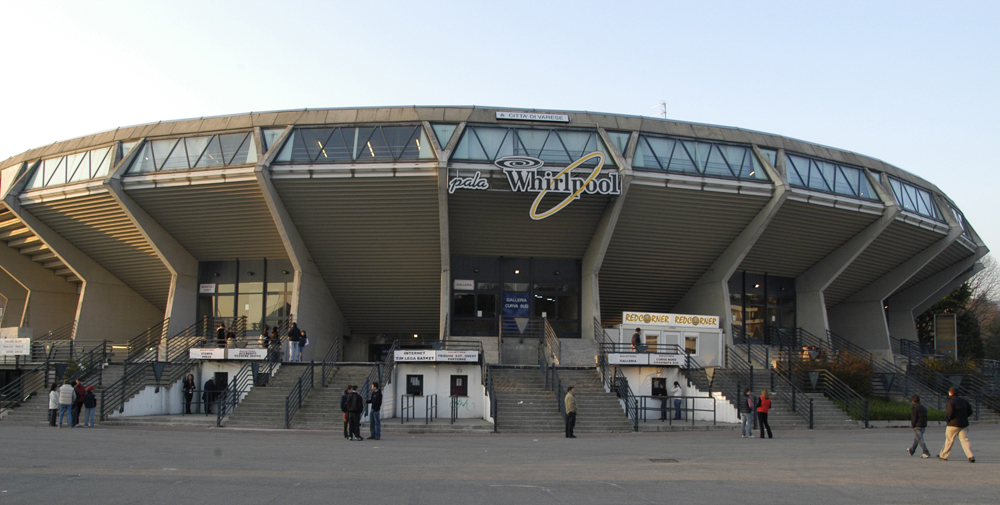
Il Palasport Lino Oldrini, dal 1964 "casa" della Pallacanestro Varese.

La storia della Pallacanestro Varese è radicata nelle esperienze sportive della Società Ginnastica Varesina e delle formazioni organizzate dal PNF, ma inizia ufficialmente con la fondazione della società il 1º agosto 1945. La società lombarda ha disputato 46 stagioni consecutive nella massima serie italiana, ha vinto 10 titoli nazionali, 7 continentali e 3 intercontinentali, risultando tra le formazioni italiane più titolate.

## Gli albori
"Nel 1928 il primo quintetto composto dal sottoscritto, da Nando Ermoli, Ugo Pagani, Mario Ferré e Carlo Giudici poté disputare il suo primo incontro, avendo come avversari i rappresentanti del "Battaglione Genio Radiotelegrafisti", in quell'epoca di stanza a Varese. Arbitro, il signor Torelli di Milano... Per un paio di anni il quintetto giocò sempre senza variazioni e sempre sul campo di via Parravicini"
Lettera di Luigi Vaj al giornalista Mario Lodi
La Pallacanestro Varese trae origine dall'attività pionieristica che si tenne presso la "Società Ginnastica Varesina", a partire con regolarità dal 1927. Influenzati dalla vicina Milano, gli studenti che praticavano questo sport e frequentavano gli studi nel capoluogo lombardo, importarono la pratica della "palla al cesto" nella provincia varesina. La paternità viene ascritta agli studenti Nando Ermoli, Mario Ferrè, Carlo Giudici, Ugo Pagani e Luigi Vaj. Ottenuto il permesso dai dirigenti della Società, i cinque atleti abbandonarono le pratiche sportive precedenti per dedicarsi appieno al nuovo gioco. L'appoggio economico venne dato da Arturo Mascetti, federale di Varese, attraverso i finanziamenti erogati dal Partito.
Il crescente interesse per questo sport indusse il Comune di Varese a costruire la prima palestra dedicata interamente a questa attività, donandola alla "Società Ginnastica Varesina", nel 1929. La proprietà venne però presto sostituita con l'Opera nazionale balilla, che proibì l'utilizzo ad altre associazioni differenti, con deroga esclusiva per i giocatori di palla al cesto.
Nel 1932 la squadra prese il nome di "Fascio Giovanile di Varese", e venne iscritta al campionato di seconda divisione lombarda. In quegli anni avvenne una scissione che diede origine alla squadra di "Varese Sportiva", che utilizzerà per la prima volta i colori bianco-rossi. Negli anni successivi la squadra del "F.G. Varese" proseguì la propria attività, giungendo nel 1943 a conquistare il Campionato Italiano organizzato dal Gruppo Universitario Fascista.

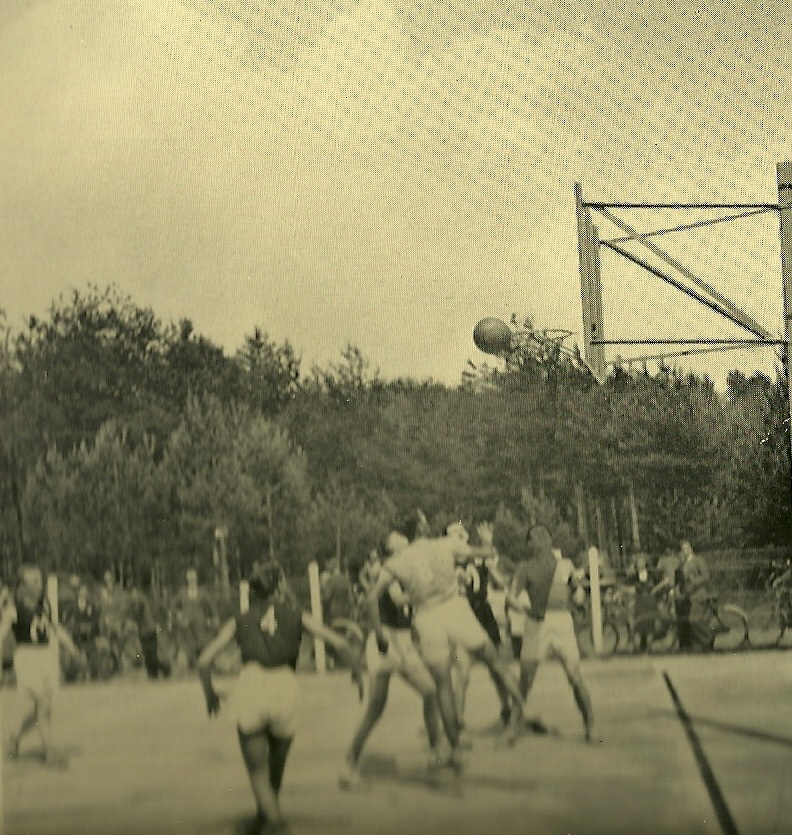
Una delle prime partite della Ginnastica Varesina, su un campo all'aperto.
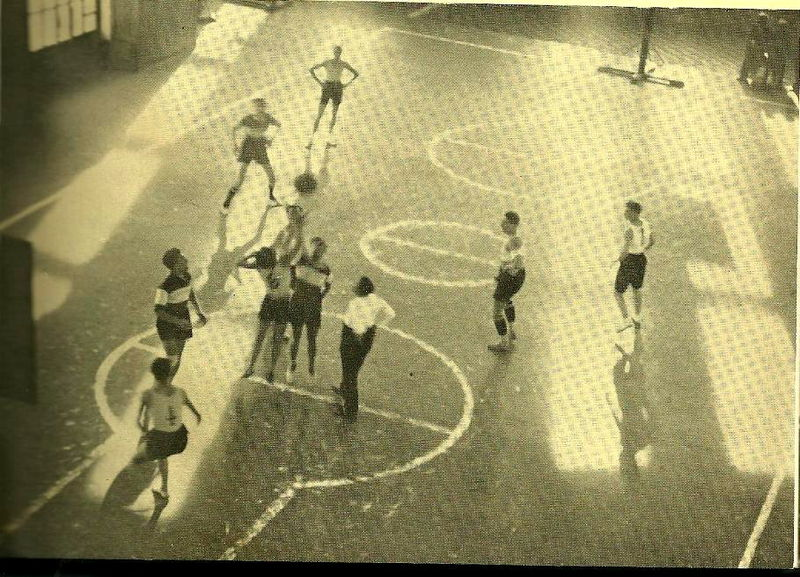
Ginnastica Varesina contro Legnano Pallacanestro, giocata alla palestra comunale dell'odierna via XXV Aprile il 28 febbraio 1932.

## Il dopoguerra

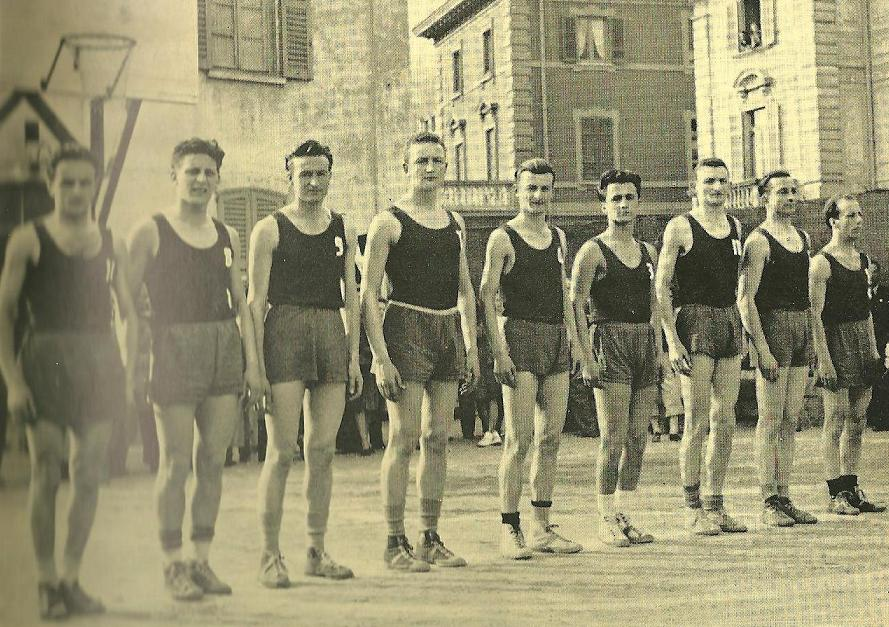
La formazione della Pallacanestro Varese 1945, vincitrice del Campionato Interregionale o di Serie B. Da sinistra Clerici, Marelli, Panerai, Checchi, V. Giobbi, Sergio Brusa Pasquè, A. Giobbi, Stabilini e il giocatore allenatore Enrico Garbosi

Nel maggio del 1945 venne fondata la Pallacanestro Varese, che vide come primi firmatari Sergio Brusa Pasquè, Sergio Marelli ed Emilio Clerici. Il sindaco della città, Enrico Bonfanti, concesse l'utilizzo della "Palestra di viale XXV Aprile". Per accedere all'iscrizione dei primi tornei postbellici venne richiesta l'ufficializzazione del nome e dei colori sociali, che da allora rimasero invariati. Il 1º agosto la squadra venne riconosciuta ufficialmente dalla Federazione. Sempre in quell'anno la neonata società partecipò ad un torneo internazionale a Lugano, risultando la prima squadra italiana ad essere invitata ad un incontro esterno ai propri confini dopo la fine della seconda guerra mondiale.
Primo presidente della società venne nominato Adriano Barattieri, che restò in carica alcuni mesi, obbligato per motivi politici ad abbandonare la carica. Al suo posto venne nominato Vincenzo Agusta, figlio di Giovanni, fondatore dell'omonima società di costruzione di elicotteri.
La squadra si iscrisse al "Campionato di Prima Divisione" lombardo, suddiviso in due gironi, vinti rispettivamente da Varese e da Cantù. La vincente dello scontro diretto sarebbe stata promossa al "Campionato Interregionale", preludio al "Campionato di Serie A". Per l'occasione venne ingaggiato dalla Reyer di Venezia il giocatore Enrico Garbosi che condusse alla vittoria finale la compagine varesina, ricoprendo anche il ruolo di allenatore.
Nel giugno del 1946 prese avvio il "Campionato Interregionale", o di "Serie B", che mise a confronto Varese con squadre di Alessandria, Bologna e Savona. La "Pallacanestro Varese" vinse il proprio girone, giungendo alle finali contro la "Reyer Venezia", la Reale Società Ginnastica Torino e la "Laetitia Venezia". La squadra di Varese vinse tutte le partite ottenendo il titolo di "Campione d'Italia di Serie B".

## La Serie A
Ad un anno dalla fondazione, la "Pallacanestro Varese" disputò il suo primo campionato di Serie A. Per affrontare questo torneo, la presidenza rinforzò la squadra, acquistando da Cantù un giovane Alfredo Broggi, stella emergente dell'epoca. L'allenatore, con ruolo di giocatore e regista, fu Garbosi, il nuovo presidente Angelo Bettinelli.
Il Campionato 1946-47 venne suddiviso in nove gironi e 45 squadre. Al termine del torneo, vinto dalla Virtus Bologna, la "Pallacanestro Varese" si classificò quinta.
Il Campionato 1947-48 venne invece programmato in due gironi, in cui le prime due classificate di ogni gruppo si scontrarono per il titolo di Campione d'Italia. Durante lo svolgimento del torneo, nel girone comprendente Varese, emersero le squadre di Bologna e di Roma, che giunsero infine prima e seconda.

## Il girone unico

### I primi campionati

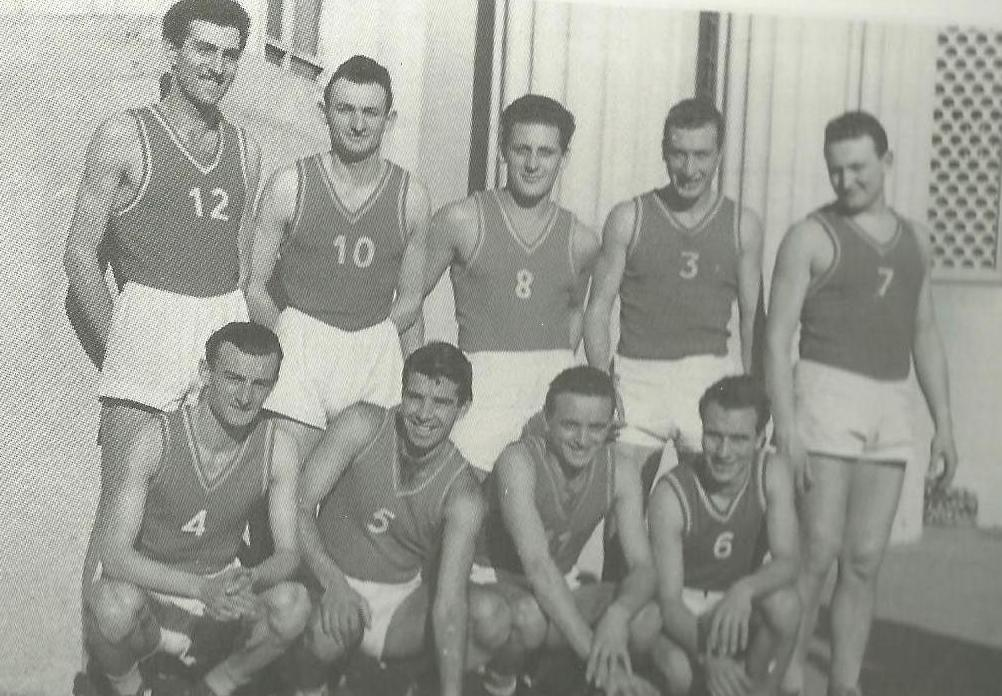
La formazione della Pallacanestro Varese 1948-49. Da sinistra, Fagarazzi, A. Giobbi, Marelli, Cerioni, Checchi, accosciati V. Giobbi, Tracuzzi, Clerici e Pegurri

Con il campionato 1948-49 l'organizzazione della pallacanestro italiana subì un completo rinnovamento. Il torneo fu organizzato a girone unico, con una conseguente selezione economica che portò all'esclusione delle piccole società provinciali.
Il Presidente Bettinelli si trovò ad affrontare un problema organizzativo e finanziario, legato all'allontanamento di Garbosi, allenatore oltre che della squadra varesina anche di quella femminile della Comense. Il Consiglio giudicò eccessivo l'impegno dedicato alla squadra di Como e ne decise il licenziamento. La squadra si trovò quindi senza allenatore all'inizio del nuovo Campionato. L'arrivo del sostituto, Lucentini, avvenne tramite un'inserzione sul giornale Pallacanestro, edito dalla Federazione. Dalla squadra capitolina della Società Ginnastica Roma giunse quindi il nuovo allenatore, accompagnato da alcuni giocatori tra cui Vittorio Tracuzzi. L'impegno economico necessario per trattenere il nuovo allenatore e il valido giocatore con capacità di allenare, pose la scelta tra i due, con l'esclusione del primo. La formazione di quell'anno poté quindi vantare due giocatori da Nazionale, come Carlo Cerioni e Tracuzzi stesso.

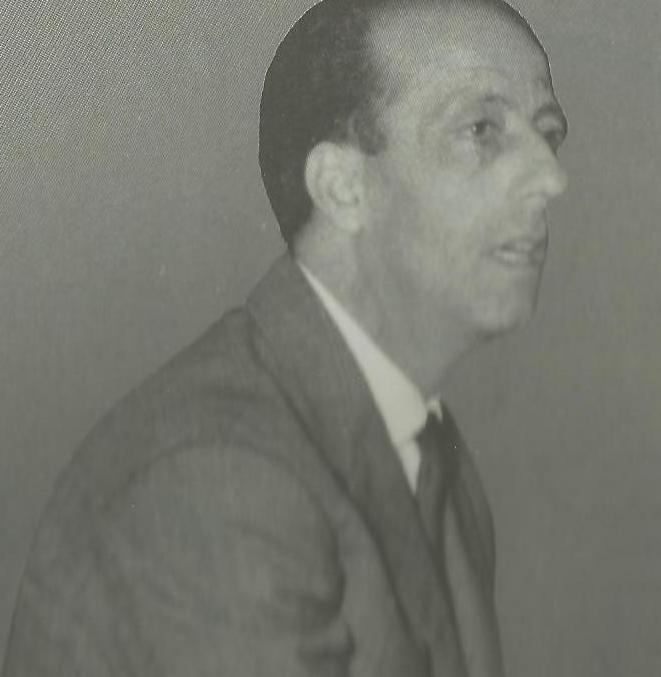
Enrico Garbosi

Il primo campionato si concluse con un secondo posto, ottenuto alle spalle della squadra della Virtus Bologna, che in quegli anni divise il primato con la Olimpia Milano, targata Borletti.
La compagine varesina venne chiamata quasi al completo in Nazionale da Elliott Van Zandt, per il Trofeo Mairano a Napoli; Tracuzzi, Cerioni, Checchi, Marelli e Clerici.
Con il Campionato 1949-50 la Federazione Italiana Pallacanestro modificò alcune regole tecniche ed aumentò il numero delle squadre partecipanti a quattordici. La Pallacanestro Varese iniziò bene il torneo, ma all'inizio del 1950 alcuni gravi problemi di ordine finanziario spinsero la dirigenza a decidere per il ritiro dalle competizioni. Si riuscirono infine a recuperare i fondi necessari per la continuazione del torneo, che si concluse con il terzo posto finale.
La crisi finanziaria fu un problema che si ripresentò annualmente per la compagine varesina e che per anni portò insicurezza all'ambiente cestistico bosino, allontanando i migliori giocatori che preferirono rivolgersi a squadre con situazioni economiche stabili. Nel 1951 subentrò al dimissionario Angelo Bettinelli il nuovo presidente, Maurizio Belloni, professionista della città, che portò con sé anche i fondi necessari per dare tranquillità all'ambiente.

### Gli anni '50
(Giovanni Borghi)

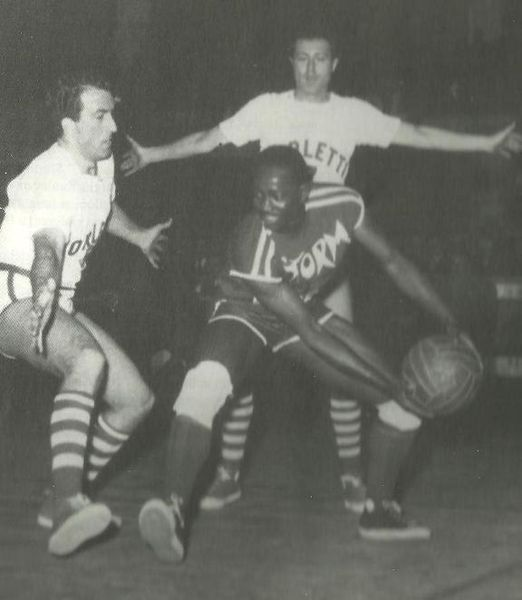
Milano, 9 gennaio 1955, Borletti Milano batte Storm Varese 59-56. Una fase di gioco con Yogi Bough contrastato da Cesare Rubini, a sinistra, e Sergio Stefanini, dietro

Nella prima parte degli anni cinquanta la figura di maggiore spicco della società rimase l'allenatore e giocatore Tracuzzi, che nel 1952 venne incaricato dalla Federazione di allenare anche la Nazionale. Gli impegni successivi e molteplici, lo spinsero a dedicare meno tempo alla parte giocata, dividendo l'impegno tra la società di club e la rappresentativa italiana. Questa situazione, con la squadra non particolarmente brillante come risultati stagionali, si trascinò fino al 1954, quando Tracuzzi decise di lasciare Varese per trasferirsi a Bologna, seguito da Mario Alesini.
In quell'anno le necessità finanziarie spinsero il direttivo societario ad accettare per la prima volta l'abbinamento del nome con quello di uno sponsor; l'azienda di abbigliamento "Storm" di Milano. Il vertice societario cambiò, con l'abbandono del presidente Belloni, sostituito da Rino Sassi; la ricerca del nuovo allenatore si concentrò inizialmente su Amerigo Penzo, ma la richiesta finanziaria fu troppo elevata, e la presidenza decise l'assunzione di Valerio Giobbi, responsabile del settore giovanile. L'acquisto principale, teso a riempire il vuoto lasciato da Alesini, fu quello di Tonino Zorzi, guardia tiratrice acquistato dalla AGI Gorizia. Zorzi rappresenterà in futuro il migliore realizzatore della squadra, e il perno della formazione.
L'interesse di Giovanni Borghi per lo sport fu sempre presente, dal ciclismo al pugilato, passando per il calcio e la pallacanestro. Il binomio con la Pallacanestro Varese venne sancito il 29 marzo 1956, e cessò nel 1975, anno della sua morte, anche se alla guida della squadra rimase il figlio, Guido, sino al 1980. Per il Commendatore l'accostamento del nome della propria azienda, la Ignis di Comerio, fondata nel 1946, a società sportive era legato all'idea della vittoria e della fama internazionale.
Nel decennio in corso, le principali società che poterono ambire alla conquista del primato furono la Borletti Milano e le squadre di Bologna; la Virtus e la Gira. Le sconfitte continue nei confronti di queste tre società, convinsero il presidente, Rino Sassi, ad acquistare il giocatore statunitense Yogi Bough, che resterà in forza per un anno nella società bosina, nel ruolo di giocatore. Il suo principale apporto verrà dato nel campionato 1955-56, quando rivestì il ruolo di allenatore, al posto del licenziato Valerio Giobbi. L'organizzazione del gioco fu però contrastata da alcuni membri della rosa degli atleti, e la società si affidò prima al giocatore greco Faidōn Matthaiou, ed infine all'affermato Amerigo Penzo.
L'esito non brillante dell'annata sportiva allontanò lo sponsor principale, la "Storm", ed il suo presidente, Sassi. Il Consiglio direttivo si rivolse quindi alla figura industriale di maggior spicco della città, il presidente e fondatore della Ignis di Comerio, il commendatore Giovanni Borghi, che accettò di abbinare il nome della propria azienda con quello della società e il 29 marzo 1956 siglò l'accordo con la direzione societaria, rappresentata da Giovanni Pedetti e Franco Guidetti. Borghi impose il nome dell'allenatore, il rientrante Enrico Garbosi. Le scelte dell'allenatore veneziano comportarono un cambiamento deciso nella rosa dei giocatori a disposizione, con acquisti importanti come Romano Forastieri, Vinicio Nesti e il ritorno di Sergio Marelli. A fine campionato la "Ignis Varese" si aggiudicò il quinto posto, la vincente fu Milano, seguita dalle due squadre di Bologna e dalla Stella Azzurra Roma. Il presidente Borghi meditò il ritiro della sponsorizzazione, al suo primo anno, poiché l'abbinamento al nome dell'azienda era legato per lui alla necessità di vittoria. Venne fatto desistere dal consiglio di amministrazione, e l'impegno economico del Commendatore aumentò, teso all'acquisto dei giocatori necessari per ambire alla vittoria dello scudetto. Riconfermato Garbosi, il processo di miglioramento in ambito nazionale fu continuo, e giunse al primo successo all'inizio del nuovo decennio.

### Gli anni '60
(Giovanni Borghi)
L'Ignis campione d'Italia progettò il campionato successivo a quello del primo scudetto sullo scheletro del quintetto vincitore. Il miglior realizzatore della squadra, Gabriele Vianello, venne chiesto in prestito dalla Simmenthal Milano per la partecipazione ad un torneo a Torino. I buoni rapporti tra le due dirigenze permisero questo prestito a tempo, che si concluse con la richiesta del giocatore di trasferirsi nel capoluogo lombardo. Il comportamento venne giudicato scorretto dal proprietario della squadra, Giovanni Borghi, che non concesse il nulla osta per il trasferimento di Vianello, che fu così obbligato ad interrompere per un anno l'attività agonistica. A fine stagione venne poi permesso al giocatore di partecipare allo spareggio per accedere alla massima serie che affrontò la seconda squadra di Varese, la Robur et Fides Varese, allenata da Enrico Garbosi, contro la Gira Bologna.
Nel 1960 si disputarono i Giochi Olimpici di Roma, e nel torneo di pallacanestro la Nazionale conquistò il quarto posto, alle spalle dei vincenti Stati Uniti, dell'Unione Sovietica e del Brasile. La Pallacanestro Varese acquistò uno dei protagonisti di questa nazionale, Giovanni Gavagnin; conteso sia dalla Virtus che dall'Olimpia Milano, il presidente esecutivo, Adalberto Tedeschi e l'allenatore, Enrico Garbosi, convinsero il ventiquattrenne di Portogruaro a trasferirsi a Varese.
Con l'innesto del pivot veneto, si completò un quintetto composto da Tonino Zorzi, capitano, Vinicio Nesti, playmaker, Gabriele Vianello e Guido Carlo Gatti ali piccole capaci anche di ricoprire il ruolo di guardia tiratrice. Nella seconda parte del campionato, Garbosi inserì a rotazione anche Remo Maggetti, soprannominato "Freccia del Sud". La vittoria finale nelle Elette giunse così al termine della stagione, spezzando il duopolio Bologna-Milano che durava ininterrottamente dall'istituzione del girone unico, nel 1948.

Ignis-Real Madrid Baloncesto, Varese 18 gennaio 1962, Lajos Tóth segna l'ottantesimo punto della partita

Nel campionato successivo, con la defezione di Vianello, la squadra coprì la perdita con l'acquisto di Franco Bertini e Garbosi ottenne il trasferimento dalla Levissima Cantù, per un mancato accordo finanziario, del pivot pisano, proveniente dalla Pallacanestro Livorno Sauro Bufalini. Fu anche il primo anno per la squadra varesina in cui venne disputato un torneo internazionale, la Coppa Europa per club. Il primo incontro venne giocato in Portogallo, contro la compagine del Lisbona, sconfitta con il punteggio di 73 a 49. Superato il primo impegno europeo, l'Ignis incontrò agli ottavi di finale la squadra spagnola del Real Madrid che disputò la prima partita in Italia, il 18 gennaio 1962, sconfitta 82 a 80, con un autocanestro ordinato dall'allenatore Pedro Ferrándiz. La tattica dello spagnolo di perdere con il minimo scarto di punti, per cercare la vittoria in casa, venne sconfessata dalla Federazione Internazionale Pallacanestro che aggiunse nel regolamento della pallacanestro la possibilità della radiazione della squadra che si avvalesse di una simile scelta. La gara di ritorno venne agevolmente vinta dalla compagine madrilena, sconfitta poi in finale dalla Dinamo Tbilisi.
Il campionato venne condotto fino allo scontro diretto nel girone di ritorno contro la seconda classificata, la Simmenthal Milano, che si aggiudicò l'incontro e raggiunse la squadra varesina in cima alla classifica. Questa situazione si protrasse fino al termine del campionato, che si decise con una gara di spareggio in campo neutro, al Palazzetto dello Sport di Bologna. Vinse la squadra di Milano e nella squadra varesina affiorarono dissapori, che portarono Garbosi ad allontanarsi dalla squadra, affermando che "Non c'era più armonia in squadra; salvo pochissime eccezioni, nei giocatori ha prevalso l'egoismo tanto che a subirne le conseguenze è stato il gioco"
Durante la partita del campionato 1953-54 che si disputò a Varese contro la Pallacanestro Goriziana, Zorzi subì un infortunio causato da uno scontro con Giancarlo Gualco. Venne ricoverato nell'ospedale cittadino, e seguito dai dirigenti della società varesina, venne convinto a restare in città.

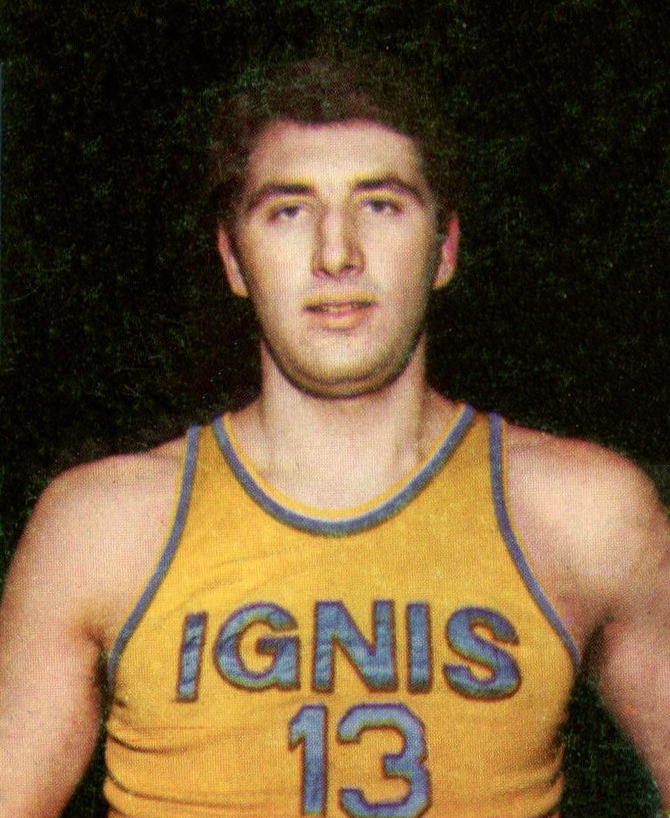
Enrico Bovone

Antonio Bulgheroni, giocatore negli anni sessanta e primi anni settanta, era il rampollo della famiglia Bulgheroni. Proprietari di un'azienda dolciaria di caramelle, fondata nel 1909, con sede ad Induno Olona, raggiunsero con Robert Sprüngli un accordo commerciale, nel 1946, che li portò ad entrare nel consiglio di amministrazione della svizzera Lindt & Sprüngli. Edoardo Bulgheroni, padre di Antonio, ricoprì nell'Ignis di Giovanni Borghi il ruolo di presidente esecutivo a partire dal 1963 fino al 1967. Antonio, prima giocatore, divenne presidente della società dal 1981 al 1992. Uno dei figli, Gianantonio, ricoprì il ruolo di playmaker e anche presidente della squadra, come il padre, mentre l'altro, Edoardo "Edo" Bulgheroni fu presidente della squadra da metà anni novanta fino al 2000.
L'uscita dalla squadra dell'allenatore veneziano provocò una spaccatura in seno alla squadra. Mario Andreo e il naturalizzato Lajos Tóth seguirono Garbosi alla Prealpi Robur et Fides, e vennero sostituiti dalla società con Giambattista Cescutti e Valerio Vatteroni. Ritornò alla guida della compagine varesina Vittorio Tracuzzi, e fece il suo debutto, provenendo dalle giovanili della squadra, Antonio Bulgheroni. Dalla Simmenthal Milano giunse Alfredo Casati, dirigente sportivo di grande esperienza, e nell'organigramma societario si affacciò come allenatore delle giovanili Nico Messina. Preparatore atletico di fama, giunse da Tortona come allenatore della squadra della città, la "Derthona Basket", portando con sé un giovane Enrico Bovone, pivot di 207 centimetri, che negli anni a venire diverrà un caposaldo del quintetto varesino.
Per la prima volta dalla nascita della pallacanestro a Varese, due squadre militarono nella massima serie; la Pallacanestro Varese targata Ignis e la Robur et Fides Varese, sponsorizzata Prealpi.
Il 27 agosto del 1962 Tonino Zorzi, bandiera della squadra, abbandonò per motivi familiari l'attività agonistica e rientrò nella città natale, Gorizia. Il campionato si concluse con la vittoria della Simmenthal Milano, la Ignis si qualificò seconda.
L'anno successivo la Robur et Fides Varese perse lo sponsor principale, "Prealpi", e la dirigenza si rivolse al presidente della Ignis, Borghi, ottenendo l'abbinamento con un'altra azienda di proprietà, la Algor. Il 14 settembre 1963 venne firmato un accordo in cui il settore giovanile della Pallacanestro Varese, ad eccezione del livello Juniores curato da Messina, venne demandato all'interesse della seconda squadra della città, la Robur. Venne nominato il nuovo presidente esecutivo, l'industriale Edoardo Bulgheroni, al posto del dimissionario Adalberto Tedeschi. Il campionato venne vinto dalla formazione varesina, che si aggiudicò il secondo scudetto della sua storia. La "Algor Robur et Fides Varese" venne invece retrocessa a fine anno.
1963-1964 · Campione d'Italia (2º titolo) con la seguente formazione: Maggetti, Villetti, Vatteroni, Gatti, Ravalico, Cescutti, Gavagnin, Bulgheroni, Bronzi, Bufalini.

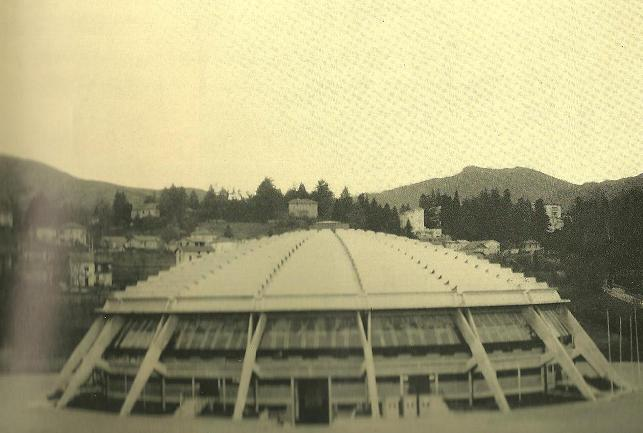
Il Palazzetto dello Sport "Lino Oldrini" al termine dei lavori di costruzione, 1964

La Coppa Intercontinentale fu una competizione organizzata dalla FIBA per decretare la migliore squadra mondiale per club, ad esclusione di quelle partecipanti al circuito NBA. Dalla prima edizione, tenutasi nel 1966 a Madrid, all'ultima del 1987 a Milano, con una ripresa singola nel 1996, la Pallacanestro Varese si aggiudicò tre edizioni: la prima, nel 1970 a Varese e nel 1973 a San Paolo del Brasile
Il Campionato 1964-65 fu caratterizzato dall'inaugurazione del nuovo Palazzetto dello Sport, voluto da Giovanni Borghi e dal sindaco della città, Lino Oldrini. I lavori iniziarono nel 1961, e la conclusione avvenne in concomitanza della morte del primo cittadino, a cui venne dedicato lo stadio della pallacanestro. Il 6 dicembre 1964 si disputò la prima partita di Campionato, tra Ignis e All'Onestà Milano.All'avvio del Campionato nacque il dubbio sull'utilizzo dell'allenatore, Vittorio Tracuzzi, che fu contattato dalla squadra di Padova e a cui rinunciò
I movimenti di mercato furono rivolti principalmente verso la seconda squadra di Milano, l'All'Onestà, a cui venne ceduto Guido Carlo Gatti, e da cui si acquistarono Ottorino Flaborea ed un giovane Aldo Ossola, cresciuto a Varese nelle giovanili della Robur et Fides.
La Ignis, detentrice del titolo nazionale, e avente diritto alla partecipazione all'edizione della Coppa Europa, poté schierare per le partite internazionali un giocatore straniero. La scelta voluta da Giovanni Borghi fu quella dello statunitense di origine italiana Tony Gennari. La prima partita che disputò a Varese fu la gara di ritorno dei sedicesimi di finale, vinti contro la squadra marocchina, partecipante alla competizione europea, del FAR Rabat. Il cammino dei biancorossi proseguì attraverso le vittorie con la Honvéd Budapest e lo Spartak Brno, e terminò in semifinale con la duplice sconfitta rimediata dall'Armata Rossa di Mosca.

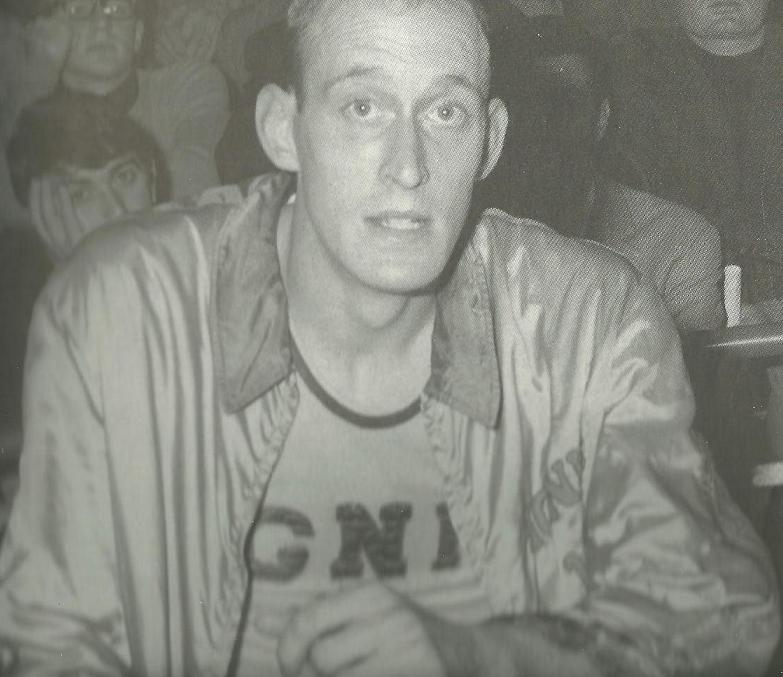
Toby Kimball

I duplici impegni di Coppa Europa e Campionato, convinsero la dirigenza della società a richiamare Gennari, che venne registrato come secondo straniero, e che disputò nel mese di gennaio 1966 la Coppa Intercontinentale. La Federazione emise nel frattempo un provvedimento, teso a vietare l'utilizzo degli stranieri in campionato, e bloccando così il tesseramento degli oriundi. Gennari, figlio di italiani, fu naturalizzato dalla società varesina, ma il provvedimento, osteggiato dalle squadre di club, bloccò temporaneamente questa possibilità. Il Campionato si concluse con le squadre di Varese e Milano a pari punti, rendendosi così necessaria una partita di spareggio. A Roma, il 16 aprile 1966, alle ore 21.00 venne disputato lo spareggio scudetto; Gennari, riconosciuto infine cittadino italiano disputò l'incontro, conclusosi con la vittoria della Ignis per 74 a 59. Il "Comitato Esecutivo Gare" che si espresse favorevolmente per il tesseramento dell'atleta oriundo fu però ben presto dimissionario, ed il CONI e la Federazione accertarono delle irregolarità nell'azione di tesseramento, comunicandone i risultati al nuovo Comitato in carica. Questo decise infine la perdita a tavolino della Ignis per 2 a 0 nei confronti dei nuovi campioni d'Italia, la Simmenthal Milano.
La sconfitta in Europa venne addebitata dal pubblico e dalla stampa locale all'allenatore Tracuzzi, che ancora prima del termine del campionato venne avvisato che dal 1º luglio sarebbe stato esonerato dall'incarico. Questa scelta condusse la squadra a disunirsi, e a perdere nelle ultime giornate a favore della Simmenthal Milano un campionato condotto dall'inizio.
Tracuzzi lascerà la squadra per dirigere Cagliari, venendo inizialmente sostituito da Vinicio Nesti.
Nel Campionato 1965-66 la Federazione consentì l'utilizzo di uno straniero anche per il campionato nazionale. La scelta ricadde sullo statunitense Toby Kimball, pivot di 204 cm, terza scelta dei Boston Celtics. L'acquisto principale della stagione, oltre al prestito di Kimball, fu quello di Paolo Vittori, giunto dalla Simmenthal Milano, in cambio di Aldo Ossola e Valerio Vatteroni.
Dal 6 al 9 gennaio 1966 si disputò la prima edizione della Coppa Intercontinentale, con sede a Madrid. Le partecipanti furono il Real Madrid, quale squadra vincitrice della Coppa Europa, la Ignis Varese, vincente dello spareggio con la OKK Belgrado, semifinaliste di Coppa poiché l'Armata Rossa Mosca rifiutò di partecipare all'evento, la squadra brasiliana dello Sport Club Corinthians Paulista e la statunitense Jamaco Saints, vincitrice del NCAA. Il primo incontro disputato fu contro la squadra di casa, con la formula dello scontro ad eliminazione diretta. Il risultato finale, 86 a 77, condusse l'Ignis in finale, contro il Corinthians, sconfitto 66 a 59.
In campionato la squadra comandò la vetta della classifica fino all'incontro tenutosi il 5 dicembre 1965 contro i rivali della Simmenthal Milano, che vinsero raggiungendoli in vetta alla classifica. La sconfitta della settimana successiva, il 12 dicembre al "Palazzetto Parini" di Cantù contro l'Oransoda Cantù, decretò l'allontanamento dell'allenatore Nesti, sostituito dai giocatori Gavagnin e Vittori. Il Campionato si decise infine con uno spareggio giocatosi a Roma il 16 aprile del 1966, tra le due capoliste, Varese e Milano. La partita, terminata con la vittoria sul campo della Ignis venne poi data alla Simmenthal dal "Comitato Esecutivo Gare" per l'irregolarità nel tesseramento del naturalizzato Gennari.
La conclusione della vicenda, considerata non corretta dalla dirigenza, ma a discapito della compagine varesina, spinse il presidente esecutivo, Edoardo Bulgheroni a presentare le dimissioni a Giovanni Borghi, che le accettò rinnovando così la dirigenza. Fino al 5 gennaio 1967 il "Commendatore" ricoprì il duplice ruolo di Presidente Onorario ed esecutivo, incaricando infine a quest'ultimo impegno Adalberto Tedeschi.

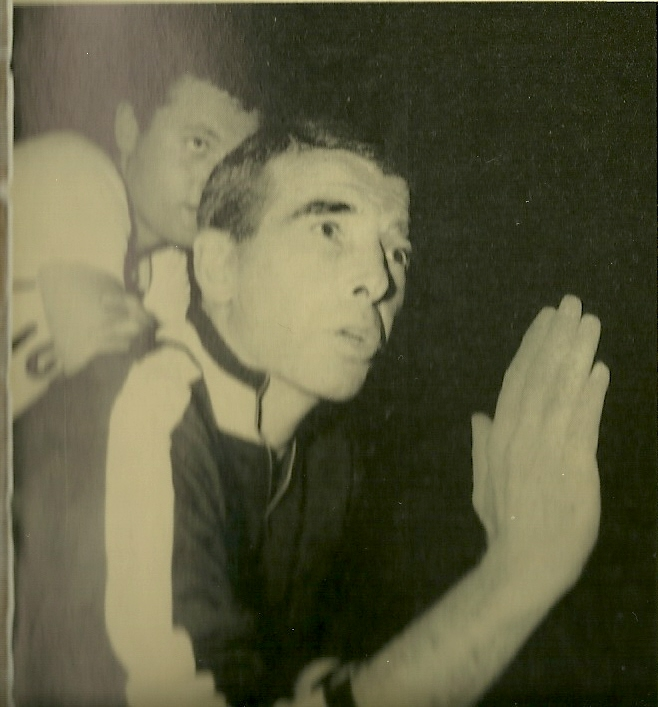
Vittorio Tracuzzi

Il Campionato 1966-67 registrò il rientro di Vittorio Tracuzzi nel ruolo di allenatore, dopo un anno passato a Cagliari. Lo statunitense Toby Kimball rientrò in Italia giungendo ad un accordo finanziario con la presidenza, ma il coinvolgimento della moglie nelle trattative, convinse Borghi al licenziamento del pivot. Il suo posto venne ricoperto da Gennari, che ebbe quindi la possibilità di disputare il campionato nazionale. Il capitano, Giovanni Gavagnin e Remo Maggetti furono inviati in prestito alla Partenope Napoli che in quell'anno raggiunse un accordo con la Ignis per la sponsorizzazione, assumendo il nome di "Ignis Sud Napoli". Poco prima dell'inizio del campionato Gennari entrò in una profonda crisi depressiva e venne sostituito dallo statunitense Stan McKenzie. Il 27 novembre 1966 debuttò con la maglia bianco-rossa un giovane Dino Meneghin, pivot che segnò 10 punti nella partita giocata a Varese contro la Fargas Livorno.
Nel gennaio del 1967 si organizzò la seconda edizione della Coppa Intercontinentale, in Italia, dalla detentrice del titolo, Varese. Le sedi di gara prescelte furono Napoli, dove venne giocata la gara di prequalificazione tra Simmenthal Milano e Slavia Praga, vinta dalla compagine milanese, e Varese dove si disputò la prima semifinale, tra gli statunitensi dell'Akron Wingfoots e i brasiliani del Corinthians Paulista, gara vinta dai campioni della NCAA.
La seconda semifinale, giocata tra Simmenthal ed Ignis si disputò a Roma, dove venne poi giocata anche la finalissima tra la vincente Varese e i secondi finalisti statunitensi, che si aggiudicarono infine la coppa battendo la squadra di Tracuzzi per 78 a 72.

Primo anno di Dino Meneghin nella massima serie italiana

All'inizio del 1967 si disputò anche la prima edizione della Coppa delle Coppe, che Varese si aggiudicò sconfiggendo, in una serie di doppi incontri, nell'ordine i francesi del Nantes, gli jugoslavi del Partizan Belgrado, i cecoslovacchi dello Spartak Brno e, in finale, gli israeliani del Maccabi Tel Aviv. Le due partite di andata e ritorno si disputarono prima al Palazzetto di Varese il 7 aprile 1967, gara vinta per 77 punti a 67, e il 13 aprile a Tel Aviv, dove la squadra ospitante vinse per un punto, 68 a 67. Per differenza canestri la squadra italiana vinse la prima Coppa delle Coppe di pallacanestro.
Il campionato si concluse con due sconfitte consecutive, e la vittoria finale arrise infine alla squadra di Milano, mentre la Ignis giunse seconda.

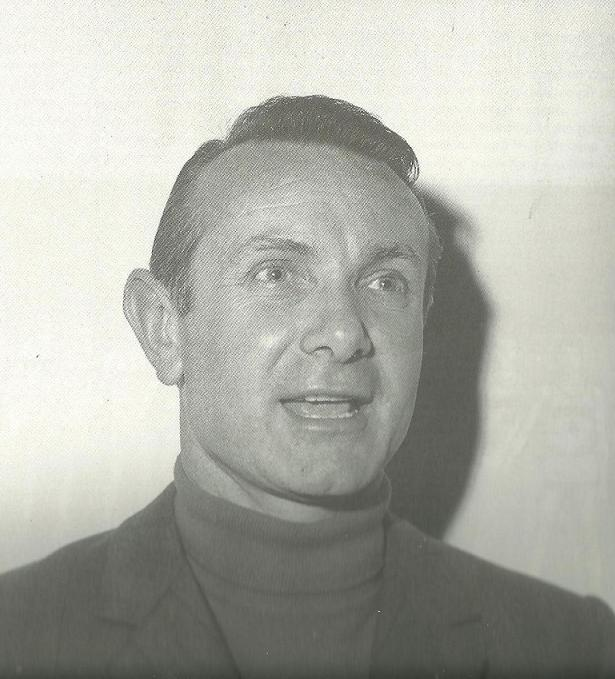
Nico Messina

Il Campionato 1967-68 iniziò con una profonda crisi organizzativa, legata alla decisione del presidente Borghi di investire risorse economiche ed umane nella seconda squadra sponsorizzata dalla Ignis, la Partenope Napoli Basket, conosciuta come "Ignis Sud Napoli". Paolo Vittori ed Ottorino Flaborea si trasferirono a Napoli, dove raggiunsero gli ex Giovanni Gavagnin e Remo Maggetti. Lo straniero di coppa, Stan McKenzie, fece rientro negli Stati Uniti, mentre Giambattista Cescutti si ritirò dalla carriera di giocatore. Queste defezioni portarono la squadra a disputare un campionato anonimo, e, a seguito dell'ennesima sconfitta casalinga rimediata il 28 gennaio 1968 contro la Butangas Pesaro, a convincere l'allenatore Tracuzzi a lasciare la direzione della squadra. Il suo posto venne assunto dal responsabile del settore giovanile, Nico Messina, che condusse la squadra a concludere il campionato al quinto posto, mentre venne eliminato in semifinale di Coppa delle Coppe, nel marzo del 1968, nel doppio incontro con i greci dell'AEK Atene, che vinsero infine la competizione europea.
Al termine del campionato la dirigenza decise di mutare profondamente l'organico della squadra; vennero confermati Dino Meneghin, Edoardo Rusconi e Claudio Malagoli, lasciò le competizioni Sauro Bufalini, rientrò dal prestito alla "Fides Napoli" Ottorino Flaborea, venne ceduto Enrico Bovone all'All'Onestà Milano e prelevato dalla stessa società Aldo Ossola. Lo straniero di riferimento per il campionato divenne Manuel Raga, che andò a sostituire Steve Sullivan. Venne così a formarsi il quintetto base ricordato in futuro con il soprannome di "Grande Ignis"; "Ossola, Rusconi, Raga, Meneghin, Flaborea".

Edoardo Rusconi

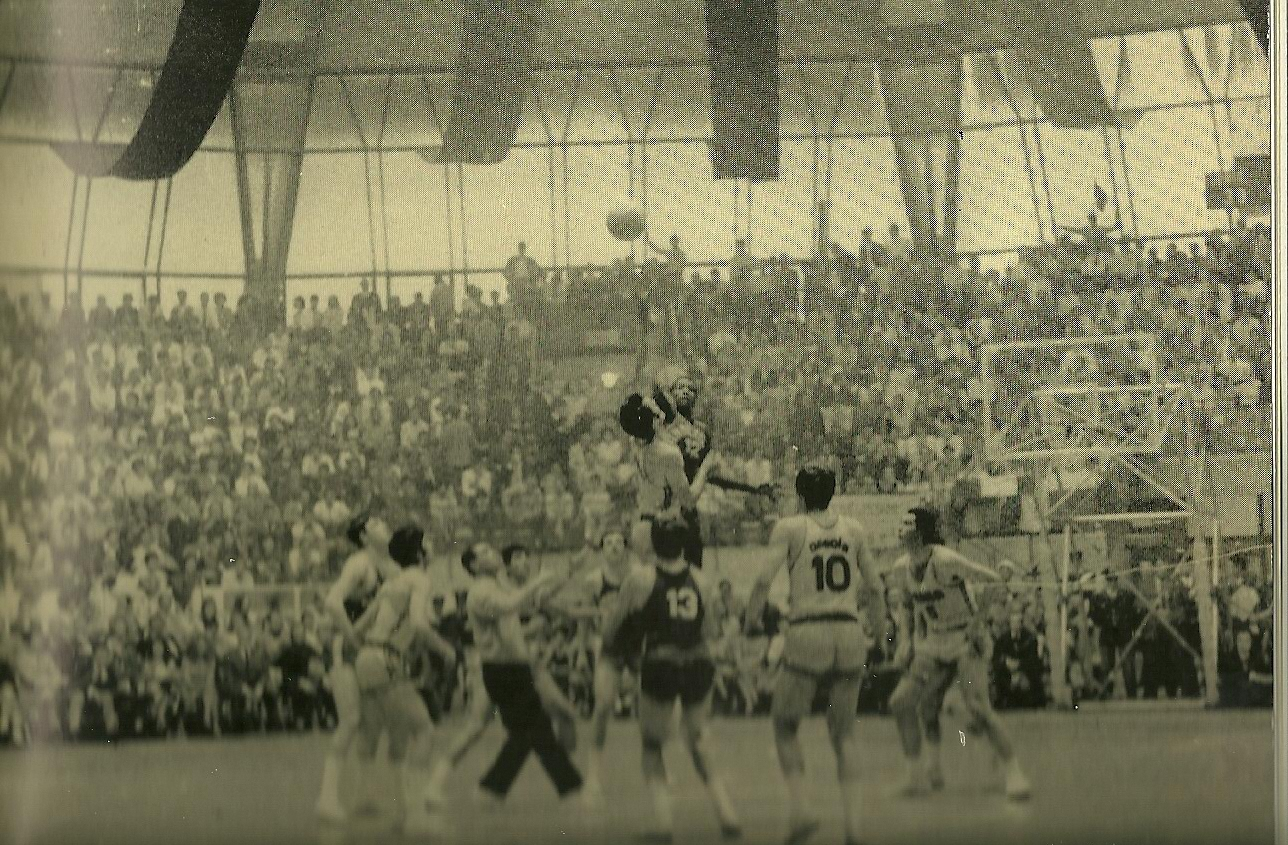
Palazzetto dello Sport di Varese, 27 aprile 1969, fischio di inizio Ignis Varese-Simmenthal Milano

Il Campionato 1968-69 fu deciso infine all'ultima partita, il 27 aprile 1969, nello scontro decisivo tra le due prime squadre del campionato, Ignis Varese e Simmenthal Milano. La partita, giocata al Palazzetto di Varese vide primeggiare la squadra di casa per 98 a 68.
Nella seconda edizione della Coppa Italia le squadre partecipanti inizialmente furono quelle di Serie B e C, mentre quelle di A si aggiunsero nei sedicesimi di finale. L'Ignis vinse gli scontri a partita unica contro Vigevano, All'Onestà Milano e dai quarti nei doppi incontri con Snaidero Udine, Noalex Venezia. La finale venne disputata a Roma il 2 giugno 1969, vinta con un punto di scarto, 73 a 72, avendo per avversaria la Fides Napoli.
Nel Campionato 1969-70 la dirigenza della squadra, con un interesse particolare del presidente esecutivo, Adalberto Tedeschi, e del team manager, Giancarlo Gualco, riuscì ad ingaggiare l'allenatore jugoslavo Aleksandar "Aza" Nikolić, proveniente dalla panchina della Stella Rossa di Belgrado. Il predecessore, Nico Messina, venne nominato direttore tecnico della società. Nell'organico della squadra rientrò Paolo Vittori da Napoli.

### Gli anni '70
(Aza Nikolić, riferendosi alle partite perse negli ultimi minuti)
Aleksandar "Aza" Nikolić, in serbo Александар Николић, (Sarajevo, 28 ottobre 1924 – Belgrado, 12 marzo 2000), fu prima cestista e poi allenatore di prima grandezza. Portò la Nazionale Jugoslava a conquistare un Mondiale, nel 1978 nelle Filippine, ed un Europeo nel 1977 in Belgio. Nelle squadre di club fu alla guida di alcune delle principali compagini europee, ed ottenne i principali successi con la Ignis Varese. Fortemente voluto dal consigliere Giancarlo Gualco e dal presidente Adalberto Tedeschi, in quattro anni, dal 1969 al 1973, vinse 2 Coppe Intercontinentali, 3 Coppe dei Campioni, 3 Campionati Italiani e 3 Coppe Italia. In totale diresse 243 incontri, vincendone 209 e perdendone 34. Nel 2005, in occasione del 50º anno di vita della squadra, fu eletto dai tifosi di Varese,  miglior allenatore di sempre. Dal 1998 è iscritto nella Basketball Hall of Fame.
Il 1970 fu il primo anno dell'allenatore Aza Nikolić alla guida della Pallacanestro Varese sponsorizzata, come nel decennio precedente dalla Ignis di Giovanni Borghi.
Il primo risultato venne ottenuto in Coppa Europa, il 9 aprile, quando la squadra varesina batté a Sarajevo i detentori del titolo, i sovietici dell'Armata Rossa di Mosca, per 79 a 74. La vittoria giunse contro ogni pronostico, e con l'espulsione dello straniero di coppa, Rich Jones, dopo uno scontro con il suo marcatore, Medvedeev.
Da Sarajevo la squadra giunse direttamente a Gorizia, dove l'11 aprile l'Ignis disputò l'ultimo incontro di Campionato contro la squadra ospitante, già retrocessa in Serie B, la Splügen Brau Gorizia. Il quintetto varesino vinse l'incontro, aggiudicandosi così il campionato con sei punti di vantaggio sui rivali della Simmenthal Milano.
La settimana successiva prese avvio la fase finale della Coppa Italia. Il 18 aprile si svolsero a Roma le semifinali, tra Simmenthal Milano e Fides Napoli, e tra Ignis Varese e All'Onestà Milano. La squadra allenata da Cesare Rubini vinse per 83 a 80, mentre Nikolić e i suoi atleti sconfissero la seconda squadra di Milano per 86 a 63. La finale venne giocata il 19 aprile, con la vittoria di Varese per 74 a 66.
L'avvio dell'annata successiva avvenne con lo stesso organico del campionato appena concluso, con l'arrivo del maceratese Ivan Bisson e di Paolo Polzot, che sostituirono le uniche cessioni, di Lino Paschini e Claudio Malagoli.

27 settembre 1970, ultima partita di Coppa Intercontinentale disputata a Varese. Manuel Raga segna in tap-in sullo statunitense Darrell della squadra del Sertona

La quinta edizione della Coppa Intercontinentale si svolse a Varese tra il 23 ed il 27 settembre 1970, e vide come partecipanti la Ignis, organizzatrice, gli spagnoli del Real Madrid Baloncesto, i brasiliani dello Sport Club Corinthians Paulista, i cecoslovacchi dello Slavia Praga e gli statunitensi del Sertona. Organizzato come un girone all'italiana, la squadra di Varese vinse tutti gli incontri, segnando complessivamente 289 punti e subendone 229, conquistando infine la sua seconda Coppa.

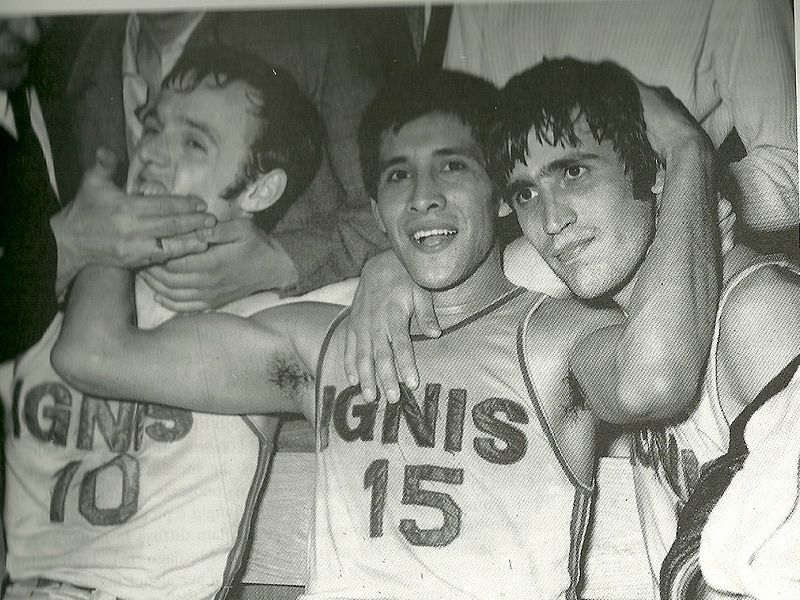
Da sinistra, Aldo Ossola, Manuel Raga, Edoardo Rusconi

Il 14 febbraio 1971 l'unica sconfitta della stagione, in Campionato, subita con un punto di differenza, 72 a 73, al Palazzetto dello Sport con la Simmenthal Milano. Per decretare la squadra vincitrice si rese necessario uno spareggio tra Ignis e Simmenthal, giunte entrambi a 42 punti al termine dell'annata. . Il 3 aprile 1971 la partita decisiva venne giocata al PalaEur di Roma, e vide la squadra varesina conquistare il terzo scudetto consecutivo con il risultato di 65 a 57.
La Coppa Europa venne disputata attraverso una prima fase ad eliminazione diretta, che la Ignis vinse nel duplice scontro con i tedeschi dell'Ovest del Bayer Leverkusen, ed una successiva organizzata con due gironi all'italiana. Le vincitrici dei gironi si incontrarono in finale, giocata nella città belga di Anversa, l'8 aprile 1971. La squadra moscovita dell'Armata Rossa sconfisse l'Ignis Varese con il risultato di 67 a 53.
Il Campionato 1971-72 iniziò con l'abbandono della società da parte del direttore tecnico, Nico Messina, che si trasferirà inizialmente negli Stati Uniti per uno stage professionale, da cui tornò in Italia per allenare la Norda Bologna.

Bob Morse

Ivan Bisson

Nell'organico della squadra rientrò dall'All'Onestà Milano Tony Gennari, e sempre dalla seconda squadra di Milano, giunse Marino Zanatta. Paolo Vittori concluse la sua carriera di giocatore, mentre il playmaker Aldo Ossola si infortunò, lasciando la squadra nei mesi di gennaio e febbraio del 1972. Come in altri anni precedenti, lo scudetto si assegnò tramite uno spareggio tra le prime classificate a pari punti, 38 dopo 22 partite, Varese e Milano. La squadra allenata da Cesare Rubini vinse la partita disputatasi a Roma il 4 aprile del 1972 per 64 a 60.
In Coppa Italia la finale fu ancora Ignis-Simmenthal, vinta da quest'ultima nell'incontro di Torino del 1º giugno 1972 per 81 a 77.
In Coppa Europa la compagine varesina vinse la finale di Tel Aviv contro la squadra jugoslava della Yugoplastika Spalato per un punto, 70 a 69. La partita venne condotta dalla squadra di Spalato fino agli ultimi secondi, decisi da un tiro di Tony Gennari.
Il campionato appena conclusosi fu l'ultimo giocato da Manuel Raga, che proseguì per altri due anni come giocatore di coppa per Varese. Il 29 maggio del 1972 venne invece annunciato l'ingaggio del nuovo straniero, lo statunitense Bob Morse.
L'organigramma societario subì in quell'anno un profondo cambiamento, legato ai dubbi della nuova proprietà della Ignis, l'olandese Philips, nel proseguire il binomio con la società cestistica varesina. Il solo intervento diretto di Giovanni Borghi permise che il sodalizio non venisse meno. Il presidente esecutivo, Adalberto Tedeschi, venne però sostituito dal figlio di Borghi, Guido, che dimostrò così l'interesse alle sorti del quintetto della città.
La stagione che iniziò quell'anno vide la squadra partecipare alle quattro principali manifestazioni cestistiche internazionali, Campionato nazionale, Coppa Europa, Coppa Intercontinentale e Coppa Italia, vincendole tutte. La particolarità di quest'annata fece coniare l'espressione di "Grande Ignis".

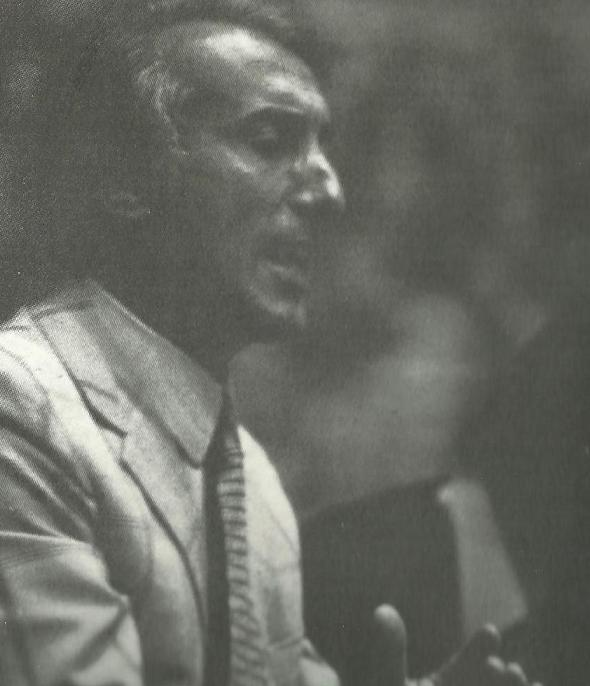
Sandro Gamba

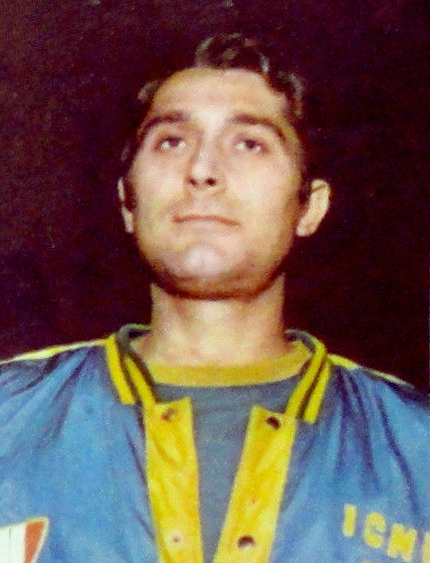
Ottorino Flaborea

Il 22 marzo 1973 la finale di Coppa Europa si disputò in Belgio, a Liegi, e vide opporsi alla squadra varesina la moscovita Armata Rossa. Il mese successivo, il 25 aprile, si disputò l'ennesimo spareggio scudetto con la Simmenthal Milano, a Bologna, vinto per 74 a 70. Il giorno successivo, 26 aprile iniziarono a Roma i quarti di finale della Coppa Italia, vinti contro Napoli e la Scatto Roma, che consentirono al quintetto varesino di disputare la fase finale a Brescia. Nell'attesa degli ultimi due incontri, la Ignis si trasferì direttamente da Roma a San Paolo in Brasile, per partecipare alla "VI Edizione della Coppa Intercontinentale". Venne organizzato dal 1 al 5 maggio in un girone all'italiana, composto dalla squadra brasiliana del Sírio, il Bayamon Portorico, la Jugoplastika Spalato e la statunitense Marathon Oil. L'unica sconfitta alla squadra di Varese venne inferta dai brasiliani del Sirio, che giunsero secondi, alle spalle della squadra italiana. Rientrati in patria, la squadra si spostò a Brescia dove vennero disputate le semifinali e la finale di Coppa Italia. La prima partita venne disputata il 10 maggio e vinta contro la Forst Cantù per 92 a 72; il giorno successivo l'incontro di finale vide avversaria la Saclà Asti, battuta per 94 a 65.
Al termine della stagione l'allenatore Nikolić fece rientro in patria, dove tornò a dirigere la sua precedente squadra, la Stella Rossa di Belgrado. Al suo posto la dirigenza ingaggiò dalla Olimpia Milano, che quell'anno perse lo sponsor storico "Simmenthal" per affiancarsi alla Innocenti, il principale collaboratore di Cesare Rubini, Sandro Gamba. Nella rosa dei giocatori lasciò la squadra il capitano, Ottorino Flaborea, che rientrò dopo otto anni alla Pallacanestro Biella.
Il Campionato, ultimo a girone unico, venne vinto da Varese perdendo due incontri sui 26 giocati, contro la Forst Cantù trasferitasi a Brescia per l'adeguamento alle norme di sicurezza, nell'attesa della consegna del nuovo Palasport Pianella, e contro Milano. In quest'ultima partita, che si disputò il 7 aprile 1974, Aldo Ossola si infortunò, rientrando l'anno successivo. In Coppa Italia l'11 aprile, la Ignis perse a Vicenza contro la Snaidero Udine per un punto, 81 a 82.
In Coppa Europa la Ignis superò nel doppio scontro dei quarti, qualificandosi per la differenza canestri, la squadra francese del Berk. In semifinale doppio incontro e qualificazione che ottennero sempre per differenza canestri contro gli jugoslavi del Radnički Belgrado. In finale, che si giocò in Francia, a Nantes, il Varese incontrò gli spagnoli del Real Madrid Baloncesto, che si aggiudicarono la coppa per due punti, con il risultato finale di 84 a 82.
Il Campionato 1974-75 rappresentò una svolta nell'organizzazione del torneo, un primo embrione che portò negli anni a seguire alla nascita dei Play-off. Lo scudetto, assegnato fin dal dopoguerra alla vincente del torneo, organizzato come un girone all'italiana, verrà determinato da successivi incontri. Le squadre, ventiquattro nel complesso, vennero suddivise in due gironi; il primo composto da quattordici squadre, il secondo da dieci. Le prime sei del Gruppo 1 e le prime due del Gruppo 2 parteciparono alla fase finale ed ebbero poi diritto all'iscrizione alla nuova Serie A1.

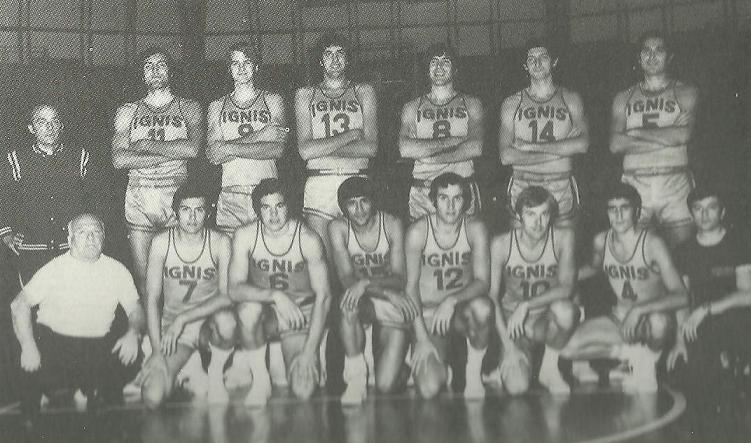
La formazione della Pallacanestro Varese 1972-73. Da sinistra, l'allenatore Aza Nikolić, Meneghin, Morse, Lucarelli, Zanatta, Bisson, Flaborea, accosciati, il massaggiatore Capellini, Chiarini, Bertolucci, Raga, Polzot, Ossola, Rusconi e il massaggiatore Galleani

Dal 1956, primo anno di sponsorizzazione, all'ultimo, nel 1975, il binomio Ignis, Pallacanestro Varese, sotto la presidenza del medesimo proprietario, Giovanni Borghi, portò alla conquista di sette scudetti, (1961, 1964, 1969, 1970, 1971, 1973, 1974), quattro Coppe Europa, (1970, 1972, 1973, 1975), tre Coppe Intercontinentali, (1966, 1970, 1973), una Coppa delle Coppe, (1967), quattro Coppe Italia, (1969, 1970, 1971, 1973).
Questo fu l'ultimo anno di abbinamento tra la Pallacanestro Varese e la Ignis, nato nel 1956 e da allora sempre mantenuto. Nell'organico della squadra venne a mancare Manuel Raga; il giocatore messicano, giunto nel 1968 a Varese, si trasferì in Svizzera, e partecipò al Campionato Elvetico nelle file della Federale Lugano, dove rimase fino al 1979. Il suo posto venne assunto, come straniero di coppa, dallo statunitense Charles Yelverton.
Il campionato venne caratterizzato dal duplice infortunio che subì Dino Meneghin; il 18 dicembre 1974 durante l'incontro con la Mobilquattro Milano, ed al rientro in fase di allenamento il 4 aprile 1975. Il 2 marzo 1975 Bob Morse stabilì il primato dei punti segnati da un singolo giocatore della squadra varesina, 62, nell'incontro che si disputò contro la Fag Napoli.

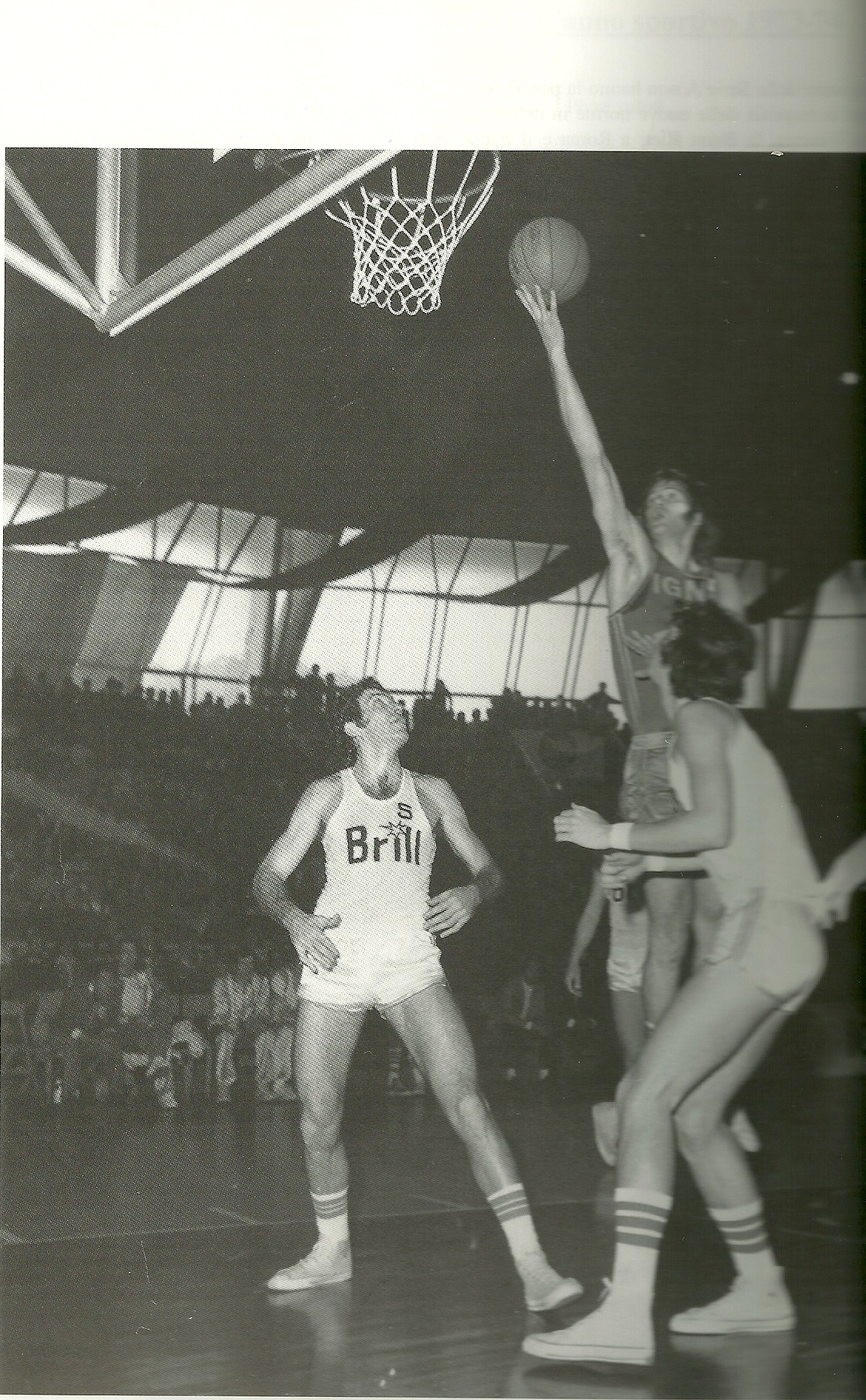
Ignis Varese-Brill Cagliari, 5 maggio 1974, Bob Morse segna il 45° punto personale della partita, osservato da Carlos Ferello

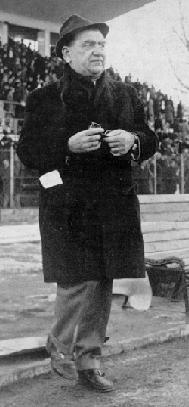
Giovanni Borghi

Terminato nella prima fase a pari punti con la squadra di Cantù, il campionato venne infine vinto nella parte conclusiva dalla Forst Cantù, mentre la Ignis giunse seconda.
La Coppa Intercontinentale si disputò a Città del Messico, dal 10 al 14 settembre 1974 e venne vinta dai campioni della NCAA della University of Maryland, con alle spalle la compagine varesina.
In Coppa Europa la squadra allenata da Sandro Gamba vinse tredici incontri sui tredici disputati, conquistando la finale di Anversa, il 10 aprile 1975, con il punteggio di 79 a 66, contro i rivali del Real Madrid Baloncesto.
La stagione 1975-76 cambiò la storia della Pallacanestro Varese. Lo sponsor storico, Ignis, lasciò le maglie della squadra varesina, venendo sostituita dalla Mobilgirgi, azienda di arredamento brianzola con sede a Cantù. Il 25 settembre 1975 morì a Comerio Giovanni Borghi, fondatore della Ignis e artefice dei grandi successi della squadra.
Nella fase preparatoria del campionato Bob Morse decise di rientrare in patria, e solo l'intervento economico del presidente della Mobilgirgi, Giampaolo Girgi, convinse l'atleta a rientrare a Varese. L'acquisto principale delle stagione fu la guardia Giulio Iellini, proveniente dalla Cinzano Milano.
Il primo appuntamento di rilievo fu la competizione della Coppa Intercontinentale, che venne organizzata sull'asse Varese-Cantù, e vide trionfare la squadra brianzola. La Mobilgirgi si qualificò quinta su sei partecipanti.
In Italia la squadra di Gamba dominò la prima fase del Campionato, mentre nella seconda di "Poule Scudetto" perse contro la vincente del titolo, la Synudine Bologna, il 4 aprile 1976, per 82 a 75, giungendo infine seconda.
In Coppa Europa su tredici incontri disputati nove vennero vinti e quattro persi. La compagine bosina incontrò in semifinale, in un doppio incontro, i campioni della Forst Cantù, sconfiggendoli in entrambe le partite.
La finale venne disputata a Ginevra il 1º aprile 1976 contro il Real Madrid Baloncesto, battuto per 81 a 74.
La stagione 1976-77 presentò un nuovo cambiamento nella designazione della squadra campione d'Italia. A fine campionato, le prime sei squadre di A1 e le prime due di A2 vennero suddivise in due gironi, con gare di andata e ritorno. La nuova classifica indicò le quattro semifinaliste che parteciparono ai Play-off, mentre le restanti quattro giocarono per la posizione in classifica finale. Nell'ultima fase, gli incontri su disputarono al meglio dei tre incontri, con l'eventuale spareggio in casa della miglior classificata a fine campionato.

Charles Yelverton in entrata al Palazzetto dello Sport a Varese, 14 maggio 1978, avversaria la Sinudyne Bologna

L'allenatore, Sandro Gamba, sostituì il suo assistente, Bruno Arrigoni, con Franco Morini, mentre nel comparto giocatori un nuovo straniero, Randy Meister prese il posto per le competizioni extranazionali di Bill Campion.
L'inizio fu caratterizzato dalla squalifica del Palazzetto dello Sport per le prime tre partite casalinghe. La decisione si riferì all'ultima partita interna dell'anno precedente, contro la Forst Cantù del 7 aprile 1976. Sembrò inoltre possibile potere schierare un oriundo, Rich Rinaldi, che venne utilizzato da Sandro Gamba nella Coppa Intercontinentale che si disputò a Buenos Aires. Al momento opportuno l'atleta non fu però in grado di produrre la certificazione richiesta dalla Federazione. La campagna acquisti vide sfumare l'arrivo a Varese di Renato Villalta, portato alla Sinudyne Bologna da Gianluigi Porelli.
Il primo impegno, la Coppa Intercontinentale, fu affrontato in Argentina dal 1 al 5 ottobre 1976, e vide la Mobilgirgi ottenere il secondo posto, alle spalle della vincente Real Madrid Baloncesto.
Il 7 aprile 1977 la squadra varesina disputò la finale di Coppa Europa, a Belgrado, dopo avere vinto il proprio girone qualificatorio. Avversari gli israeliani del Maccabi Tel Aviv, battuti in entrambe le gare del girone preliminare. La partita si decise negli ultimi minuti dell'incontro, con la sconfitta della squadra italiana per un punto, 77 a 78.
La prima parte del Campionato venne condotta dalla Sinudyne, che distanziò di otto punti le seconde classificate, Varese e Cantù. Con la nuova formula dei Play-off la Mobilgirgi disputò il doppio incontro con Bologna, vincendo sia l'andata, il 17 aprile 1977, che l'incontro di ritorno a Bologna il 24 aprile, conquistando così lo scudetto.

La formazione della Pallacanestro Varese 1977-78. Da sinistra, l'allenatore Nico Messina, Bisson, Pozzati, Morse, Meneghin, Zanatta, Bechini, il vice allenatore Colombo, accosciati, Colombo, Campiglio, Rossetti, Yelverton, Ossola e Rusconi

Il campionato 1977-78 iniziò con il cambio in panchina tra l'allenatore uscente, Sandro Gamba, diretto verso Torino, ed il rientrante Nico Messina. Nella squadra rientrarono Edoardo Rusconi, dalla Emerson Genova, e Charlie Yelverton dalla PintiInox Brescia.
Nuovo cambiamento nelle regole per l'assegnazione dello scudetto; le otto candidate alla conquista del campionato vennero suddivise in due gironi, "A" e "B". Il primo comprese la prima, la terza e la quinta di A1, con la seconda qualificata in A2, nel secondo girone trovarono posto la seconda, la quarta e la sesta di A1, con la prima dell'A2.
La squadra diretta da Messina giunse prima al termine della stagione regolare, conquistando infine anche lo scudetto, in gara tre contro Bologna, il 14 maggio 1978.
Nella stagione vennero disputate due edizioni della Coppa Intercontinentale; la prima a Madrid, dal 4 all'8 ottobre 1977, la seconda a Buenos Aires, dal 20 al 24 giugno 1978.
Nell'edizione europea la squadra varesina giunse seconda, alle spalle del Real Madrid Baloncesto, in quella Sudamericana quinta su sei partecipanti.
In Coppa Europa la Mobilgirgi giunse alla finale di Monaco di Baviera qualificandosi come seconda a pari merito con la squadra israeliana del Maccabi. La differenza dei canestri negli scontri diretti permise alla squadra varesina di disputare la finale contro il Real Madrid, che vinse con il risultato di 75 a 67.
Nella competizione europea il 25 gennaio 1978 la Pallacanestro Varese perse l'imbattibilità casalinga contro la Jugoplastika Spalato, a distanza di nove anni dall'ultima sconfitta rimediata al Palazzetto dello Sport Oldrini, il 10 marzo 1965 nei confronti dell'Armata Rossa.
La stagione 1978-79 iniziò con un nuovo abbinamento legato allo sponsor; il presidente, Guido Borghi, affiancò il nome della Pallacanestro Varese a quello dell'azienda di famiglia, la Emerson. L'allenatore, Nico Messina, abbandonò temporaneamente la pallacanestro ed il suo posto venne assunto da Edoardo Rusconi, giocatore ed allenatore, che però scelse di abbandonare quell'anno il ruolo di atleta per dedicarsi pienamente alla direzione. Tra i giocatori, Ivan Bisson decise di cessare l'attività agonistica, dopo otto campionati disputati a Varese. Marino Zanatta si trasferì all'All'Onestà Milano e Stefano Bechini al Hurlingham Trieste in Serie A2.

La formazione della Pallacanestro Varese 1979-80. Da sinistra, Colombo, Mottini, Bergonzoni, Carraria, Morse, Meneghin, Seals, Caneva, Gualco, Salvaneschi e Campiglio

La formula del Campionato ebbe un'ennesima trasformazione; al termine della stagione, ai Play-off furono ammesse le prime sei classificate di A1, più le due vincenti, in campo neutro, tra la settima di A1 e la seconda di A2, l'ottava squadra di A1 e la prima di A2. Le ultime quattro di A1 retrocessero nella serie inferiore, sostituite dalle prime di A2.
Al termine della prima parte della stagione, la "Emerson Varese" concluse al primo posto della classifica, staccando di due punti la Sinudyne Bologna, che però si aggiudicò lo scudetto al termine dei Play-off, dove Varese conquistò il terzo posto, alle spalle della Billy Milano.
In Coppa Europa la squadra di Rusconi giunse alla sua decima finale consecutiva, a Grenoble. Nel cammino che condusse la squadra ad incontrare in Francia la compagine, che poi vinse la competizione il 5 aprile 1979, del Bosna Sarajevo, si disputò a Varese, il 7 marzo di quell'anno, la sfida con gli israeliani del Maccabi Tel Aviv. Il comportamento antisemita di una parte del pubblico comportò l'intervento della giustizia ordinaria, che pervenne all'individuazione dei colpevoli.
Nel Campionato 1979-80, la "Emerson Varese" sostituì Charles Yelverton con Bruce Seals, mentre Aldo Ossola decise, dopo dodici annate, il ritiro dalle competizioni. Alla nona giornata il playmaker varesino rientrerà in formazione, per terminare infine la carriera al termine del campionato.
La prima parte si concluse con sette sconfitte, e l'uscita in semifinale nei Play-off a vantaggio della Sinudyne Bologna, che infine vincerà lo scudetto.
La XII Coppa Intercontinentale si disputò in Brasile, a San Paolo, dal 2 al 6 ottobre 1979. La squadra concluse al terzo posto.
In Coppa delle Coppe la compagine varesina eliminò in successione lo Zadar Zara, il Barcellona e l'Eczacıbaşı Istanbul. In semifinale incontrò la squadra olandese di Leida, il Parker Leinden, sconfitto in entrambi gli incontri. La finale venne disputata a Milano, e vide prevalere la squadra di Rusconi sui rivali canturini della Gabetti allenati da Valerio Bianchini.

### Gli anni '80

A sinistra il presidente, Guido Borghi, con Giancarlo Gualco

Il decennio si aprì con una profonda crisi societaria, legata alle sorti della Emerson, azienda della famiglia Borghi e presieduta da Guido Borghi, figlio di Giovanni, fondatore nell'immediato dopoguerra della Ignis a Comerio.
L'azienda di elettrodomestici venne posta in amministrazione controllata, e la sponsorizzazione della squadra di pallacanestro cessò il 5 ottobre 1980, terza giornata di Campionato. Da questa data al 31 ottobre la squadra giocò come prima del 1954, con il solo nome Pallacanestro Varese. Dal 2 novembre il nome venne affiancato al nuovo sponsor, il tour operator milanese Turisanda Viaggi. La Federazione Italiana Pallacanestro concesse la facoltà del doppio abbinamento nella stessa stagione, per permetterne la sopravvivenza economica.

Dino Meneghin

Il 15 novembre Borghi rassegnò le dimissioni, e il suo ruolo venne assunto da Giancarlo Gualco, dirigente sportivo ed ex giocatore degli anni cinquanta.
L'organico della squadra perse l'allenatore, Edoardo Rusconi, che si trasferì a Vigevano a dirigere la Mecap, sostituito da Elio Pentassuglia. Il playmaker della "Grande Ignis", Aldo Ossola, cessò definitivamente l'agonismo, mentre lo straniero, lo statunitense Bruce Seals, rientrò in patria, ed il suo posto venne assunto da Tim Bassett. I nuovi ingressi risultarono provenire essenzialmente dal rinato settore giovanile, con l'esordio di Francesco Vescovi, che segnò i suoi due primi punti a Trieste, il 28 settembre 1980, contro la Hurlingham. Altri giocatori furono Danilo Giani, Nello Guidotti e Alberto Prina, mentre dalla Robur et Fides Varese venne acquistata la guardia Luigi Mentasti, in prestito temporaneo alla Mecap Vigevano.

Frank Johnson

Il campionato terminò con la vittoria della squadra nella stagione regolare, e con il terzo posto finale dopo i Play-off, alle spalle della vincente Squibb Cantù e della Sinudyne Bologna.
Nella Coppa delle Coppe la squadra varesina, detentrice del titolo, venne sconfitta in semifinale da Cantù, che vinse infine la competizione nella finale di Roma contro il Barcellona.
Nel maggio del 1981 la società si trovò in una profonda crisi economica, legata al fallimento della precedente proprietà. Si rese così necessaria la cessione alla Billy Milano del simbolo della squadra, Dino Meneghin, che esordì il 27 novembre 1966 al Palazzetto di Masnago con la maglia numero 11 della Ignis.
Il 18 giugno 1981 la proprietà Borghi cessò di esistere, ed il ruolo di presidente venne assunto da Antonio Bulgheroni, ex giocatore e industriale varesino. Al suo fianco, come sponsor, si unirono i fratelli Castiglioni, proprietari del marchio Cagiva.

Riccardo Sales

La formazione della Pallacanestro Varese 1983-84. Da sinistra, il preparatore Crugnola, Boselli, Mentasti, Mottini, Vescovi, Caneva, White, Hordges, Della Fiori, Gatti, Pol, Anchisi e l'allenatore Riccardo Sales, accosciati, i massaggiatori Capellini e Galleani

La squadra che venne a formarsi in quest'anno di difficile transizione fu progettata, in base alle capacità economiche appena istituite, per potere restare a competere nella massima serie. Importanti furono le cessioni, le principali di Meneghin a Milano e di Bob Morse ai francesi dell'Antibes, mentre Mauro Salvaneschi cessò l'attività.
La nuova formazione iniziò con una serie di sconfitte consecutive, che portarono il 25 novembre 1981 all'allontanamento del tecnico, Elio Pentassuglia, dopo la partita persa contro l'Acqua Fabia Rieti. Al suo posto venne designato l'ex giocatore Giuseppe Gergati, affiancato dallo statunitense Richard Percudani.
Al termine della stagione la "Cagiva Varese" si classificò, terminati i Play-off, in decima posizione.
In Coppa Korać la squadra non riuscì a superare la prima fase.
Il Campionato successivo fu un anno di transizione; la squadra, sponsorizzata per il secondo anno dalla Cagiva, rimase per l'intero anno a centro classifica, e conquistò, al termine della prima fase il settimo posto, per poi concludere i Play-off nella medesima posizione.
Nel Campionato 1983-84 la Pallacanestro Varese sostituì lo sponsor varesino Cagiva con la brianzola industria alimentare Star. Nell'organico societario la sostituzione principale fu quella dell'allenatore; al posto di Richard Percudani, che rientrò in patria, venne assunto Riccardo Sales, mentre Joe Isaac divenne responsabile del settore giovanile. La scelta del secondo straniero fu dibattuta; inizialmente venne contattato John Pinone, italoamericano che disputò amichevoli e tornei preliminari, per poi rientrare il 5 settembre 1983 in patria. Infine verrà ingaggiato Terry White.
Al termine della prima fase di campionato la "Star Varese" terminò sesta, per poi essere eliminata ai quarti nei Play-off, e confermando così la posizione ottenuta, a vantaggio della Berloni Torino.

Joe Isaac

7 marzo 1985, gara di ritorno di Coppa Italia, Ciao Crem Varese-Peroni Livorno al Palazzetto dello Sport di Varese, John Devereaux schiaccia tra Jelani e Flavio Carera di spalle

Nel 1984 venne anche ripristinata dopo nove anni la Coppa Italia, e la squadra varesina giunse agli ottavi di finale, dove venne sconfitta nel doppio incontro dalla vincente della competizione, la Granarolo Bologna.
Nell'edizione della Coppa Korać la Pallacanestro Varese disputò un girone all'italiana con la vincente finale dell'edizione, la squadra francese dell'Orthez, la jugoslava Zadar e la greca Paok Salonicco. Con due vittorie e quattro sconfitte il cammino della compagine italiana si concluse nella fase iniziale.
L'anno successivo la Star preferì abbinare alla Pallacanestro Varese il nome di un proprio prodotto, il "CiaoCrem". In ambito societario Joe Isaac divenne viceallenatore di Riccardo Sales, lasciando il settore giovanile, in compagnia di Lamberto Calore.
Nell'organico dei giocatori, Fabrizio Della Fiori andò a giocare all'Australian Udine, mentre il playmaker, Massimo Ferraiuolo, venne ceduto in prestito alla Robur et Fides Varese. I due stranieri, Terry White e Cedrick Hordges, vennero sostituiti da Corny Thompson e John Devereaux, mentre l'acquisto di maggiore rilievo fu quello dell'ala della Nazionale Romeo Sacchetti, acquistato dalla Berloni Torino.
In Campionato, al termine della prima parte, la squadra si classificò quarta, qualificandosi direttamente ai quarti dei Play-off, dove incontrò la Indesit Caserta. La partita di andata venne giocata al Palazzetto dello Sport di Varese, l'11 aprile 1985 e la squadra campana sconfisse l'ospitante per 89 a 85. Il ritorno, che si giocò al PalaMaggiò il 14 aprile, si decise all'ultimo minuto con un tiro da tre, segnato da Oscar, che condusse la squadra di casa sul risultato finale di 61 a 58.

Il playmaker Massimo Ferraiuolo ascolta le direttive dell'allenatore Joe Isaac

Ottorino Flaborea mostra ad un giovane Stefano Rusconi la preparazione del gancio cielo

Nell'edizione della Coppa Italia, la "Ciao Crem Varese" raggiunse la finale, che si disputò in un doppio incontro, e trovò come avversaria la Scavolini Pesaro. La prima partita si disputò il 6 maggio 1985 al Palazzetto di Masnago, e vide la squadra di casa aggiudicarsi l'incontro con una differenza di 14 punti. Il ritorno si giocò a Pesaro, l'8 maggio, e la Scavolini si aggiudicò l'incontro con una differenza di 16 punti, conquistando così il trofeo.
In Coppa Korać la Ciao Crem Varese entrò in competizione dagli ottavi di finale, sconfiggendo la squadra greca del Panionios Atene. I quarti di finale vennero organizzati come un girone all'italiana; il Varese ebbe come avversari i francesi di Orthez, gli spagnoli di Ferrol e gli olandesi di Gand. Qualificatasi alla fase successiva, in semifinale i varesini sconfissero per differenza punti la squadra dell'Aris Salonicco, ed in finale incontrarono la squadra italiana della Simac Milano. La partita si disputò il 20 marzo 1985 a Bruxelles, e si concluse con la netta vittoria della squadra allenata da Dan Peterson.
Nella stagione 1985-86 la Pallacanestro Varese sostituì lo sponsor, la Star di Muggiò con l'azienda calzaturiera varesina "DiVarese".
Nella rosa dei giocatori lasciarono la città John Devereaux e Francesco Anchisi, entrambi trasferiti a Desio alla Filanto, e Luigi Mentasti, spostatosi alla Opel Reggio Calabria. Vennero acquistati Paolo Boesso, Giorgio Cattini e Alberto Degli Innocenti; inizialmente lo straniero in sostituzione di Devereaux fu Mark Acres, poi dal 10 novembre 1985, per motivi di salute, venne ceduto per Larry Micheaux.
Francesco "Cecco" Vescovi nasce a Varese il 10 ottobre 1964. Ala di 200 cm di altezza, è cresciuto nelle giovanili della Pallacanestro Varese, debuttando nel 1980, all'età di 16 anni, in prima squadra. Ritiratosi nel 2006, detiene i principali record personali tra i giocatori nella storia della società bosina. Maggiore numero di presenze, 694, avendo alle spalle Andrea Meneghin con 417, numero di stagioni, 21, maggior numero di rimbalzi, 2355, palle perse, 1573, falli commessi e subiti. Giocatore simbolo della squadra, la allena nel 2007 come assistente di Veljko Mršić, e dal 2010 ne diventa il presidente.
Il campionato si concluse con il sesto posto al termine della prima parte; ai Play-off la "DiVarese" venne fermata ai quarti di finale dalla Mobilgirgi Caserta.
In Coppa Italia la squadra varesina giunse in semifinale, venendo sconfitta dalla Simac Milano, che vinse infine il torneo.
In Coppa Korać la squadra accedette direttamente ai quarti, in un girone all'italiana composto dalla squadra francese del Villeurbanne, dagli jugoslavi della Stella Rossa e dagli spagnoli del Breogán. La squadra di Sales superò il girone, ed incontrò in semifinale la "Mobilgirgi Caserta" che, come in campionato, la eliminò dalla competizione, che venne infine vinta dalla Bancoroma.

Stefano Rusconi con la maglia numero 15 della "Ranger Varese"

Nella stagione 1986-87 vennero introdotti i Play-out e la concezione del fallo intenzionale. Nella rosa della squadra il cambiamento principale fu quello dell'allenatore; Riccardo Sales andò ad allenare la Benetton Treviso ed il suo posto venne ricoperto dal viceallenatore Joe Isaac. Dalla Robur et Fides Varese rientrò nell'organico il playmaker Massimo Ferraiuolo e venne sostituito il secondo straniero, lo statunitense Larry Micheaux, con il connazionale Charles Pittman. Il 27 settembre 1986 fece il suo debutto in campionato Stefano Rusconi, che segnò i suoi primi punti contro Udine.
Al termine della prima parte di campionato, la "DiVarese Varese" giunse prima, venendo poi sconfitta nelle semifinali del 14 e 16 aprile 1987 dalla Tracer Milano, che divenne poi campione d'Italia.
In Coppa Italia, con la formula della partita singola, la squadra varesina venne sconfitta agli ottavi il 24 settembre 1986, sul campo neutro di Brescia causa squalifica del PalaPianella, dall'Arexons Cantù.
In Coppa Korac la "DiVarese" giunse ai quarti di finale, incontrando nel proprio girone la Jugoplastika Spalato, l'Antibes e il Barcellona, che vinse poi la competizione.
La stagione 1987-88 comportò minimi cambiamenti nell'organizzazione della squadra, con l'arrivo di Mariano Cantoni da Sondrio e di Massimo Sorrentino dalla "Endas Milano".
Al termine del girone di andata, ed anche di ritorno, la "DiVarese" giunse al primo posto con ventitré vittorie su trenta partite disputate. L'avvio dei Play-off ruppe l'equilibrio consolidato nel campionato e, dopo avere superato ai quarti la Allibert Livorno, in semifinale la squadra diretta da Joe Isaac venne sconfitta in semifinale dalla Scavolini Pesaro, che infine vincerà il campionato ai danni della Tracer Milano.
In Coppa Italia la squadra raggiunse la finale, che si disputò al PalaDozza di Bologna il 23 marzo 1988. Contrapposti alla Snaidero Caserta, la compagine varesina venne sconfitta ai tempi supplementari.
Nell'edizione della Coppa Korac, la "DiVarese" disputò due turni, entrambi che si giocarono con un doppio incontro; il primo contro i lussemburghesi del Dudelange, che vennero ampiamente sconfitti, il secondo contro i francesi del Paris Basket Racing che vinsero invece la sfida.
Nell'annata 1988-89 le variazioni nell'organizzazione della squadra furono legate all'acquisto di Renzo Tombolato, centro della Fantoni Udine, e nell'esordio in prima squadra di Gianantonio Bulgheroni, figlio del presidente Antonio, playmaker proveniente dal settore giovanile. Lo statunitense Charles Pittman si infortunò a fine stagione, e venne sostituito dal brasiliano Maury de Souza.
Wes Matthews, statunitense proveniente dal Mexico Aztecas, divenne protagonista di diversi episodi negativi. Il 25 novembre 1989 durante l'incontro dell'"All Star Game" italiano si scontrò con Oscar, mentre già il 16 novembre a Caserta contro la Phonola il giocatore tentò di aggredire l'arbitro, Zeppilli, riuscendo a colpirlo con uno sputo. La società decise quindi il licenziamento dell'atleta.
Il campionato terminò con il nono posto, ottenuto attraverso diciassette vittorie e tredici sconfitte. Agli ottavi dei Play-off la "DiVarese" incontrò la Paini Napoli, riuscendo a superarla in tre incontri. Nei quarti l'avversaria fu la squadra campione in carica, la Scavolini Pesaro, che eliminò il quintetto di Isaac in due partite.
In Coppa Italia la compagine varesina venne sconfitta agli ottavi dalla Arexons Cantù.
In Coppa Korać la DiVarese uscì ai quarti di finale, in un girone all'italiana comprendente il Partizan Belgrado, che poi vinse la competizione in finale contro Cantù, e l'Estudiantes Madrid.
Nella stagione 1989-90 la società decise il cambio di sponsor; al posto dell'azienda calzaturiera "DiVarese" si affiancò al nome della squadra quello della "Ranger", produttrice di antifurti.
L'allenatore dell'anno precedente, Joe Isaac, si trasferì a dirigere la squadra di Reggio Emilia, le Cantine Riunite, e il suo posto venne assunto da Giancarlo Sacco, proveniente dalla Garessio 2000 Livorno.
Il brasiliano de Souza, acquistato per sostituire l'infortunato Pittman, disputò due partite con la squadra, e ad inizio stagione venne ceduto, ed acquistato Wes Matthews. Lo statunitense risultò insofferente alla disciplina e venne sostituito durante il campionato dal connazionale Frank Johnson. Pittman e Dino Boselli si trasferirono alla Filidoro Brescia, mentre Andreas Brignoli rientrò dal prestito alla Robur et Fides Varese.
Il Campionato si concluse col secondo posto nella prima parte, e l'arrivo alla finale dei Play-off, che si disputò in quattro gare, con la vittoria finale della Scavolini Pesaro.
In Coppa Italia il quintetto di Sacco giunse alle semifinali giocate a Forlì; l'incontro singolo si disputò con avversaria la Knorr Bologna, che vinse la partita ed infine il torneo.

### Gli anni '90

Corny Thompson

Panchina della Ranger Varese; da sinistra Gianantonio Bulgheroni, Massimo Ferraiuolo, l'allenatore Giancarlo Sacco, Joe Calavita e Francesco Vescovi

La stagione 1990-91 vide un continuo riassetto nell'equilibrio del gioco, dovuto ai numerosi cambiamenti degli stranieri della formazione. Corny Thompson lasciò Varese per trasferirsi in Spagna, al Badalona. Il suo posto venne ricoperto da Pat Cummings, che non rispondendo alle richieste dell'allenatore Giancarlo Sacco venne esonerato alla nona giornata di campionato, il 11 novembre 1990. Al suo posto giunse Anthony Bowie, in forza l'anno precedente negli Houston Rockets. Il 13 marzo 1991 si infortunò Frank Johnson, che venne rimpiazzato con Leon Wood.
Per la prima volta dall'istituzione dei Play-off la compagine varesina, sponsorizzata per il secondo anno dalla "Ranger Antifurti", non raggiunse la seconda fase del campionato. Giunto undicesimo, il quintetto varesino disputò i Play-out vincendoli, potendo così rimanere nella massima serie.
In Coppa Italia la Pallacanestro Varese venne eliminata agli ottavi di finale dalla Benetton Treviso.
In Coppa Korać la squadra bosina venne battuta ai sedicesimi di finale dalla squadra belga del Go Pass Pepinster.
I Meneghin rappresentano nello sport italiano una particolarità; il 14 ottobre 1990 si incontrano in squadre diverse in una partita della massima serie di pallacanestro.
Dino Meneghin nasce ad Alano di Piave il 18 gennaio 1950, e debutta in Serie A con la maglia della Ignis Varese il 27 novembre 1966. Alto 204 cm, nel ruolo di centro, gioca per 15 stagioni consecutive, con 393 presenze e 5181 punti segnati. Nel 1981 viene ceduto per necessità economiche alla Billy Milano dove rimane fino al 1990; da qui il passaggio alla Stefanel Trieste, ed il 14 ottobre l'incontro con il figlio, Andrea. Nato a Varese il 20 febbraio 1974, alto 200cm, ricopre il ruolo di Ala e debutta in Serie A con la maglia della "Ranger Varese" nel 1990. Gioca fino al 2000, trasferendosi poi per due anni nella Fortitudo Bologna, e rientrando a Varese dal 2002 fino al ritiro avvenuto nel 2005. Con la maglia biancorossa disputa 13 stagioni con 417 presenze.
La famiglia Meneghin annovera nel personale palmarès, 13 Campionati italiani, 6 Coppa Italia, 1 Supercoppa Italiana, 7 Coppa dei Campioni, 2 Coppa delle Coppe, 1 Coppa Korać, 4 Coppa Intercontinentale, 1 argento olimpico, 2 Campionati europei ed un terzo posto.

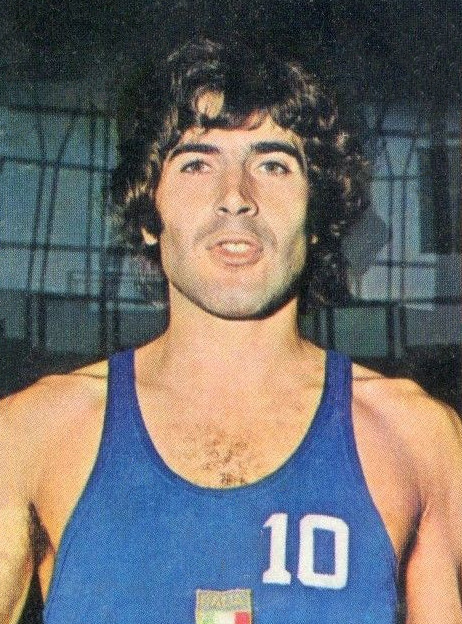
Marino Zanatta

Nel Campionato 1991-1992 la squadra cambiò allenatore; Giancarlo Sacco passò a dirigere la Pallacanestro Trapani, ed il suo posto venne assunto da Virginio Bernardi, in arrivo dalla Filanto Forlì. Con lui arrivò anche il viceallenatore, Roberto Piva, che il 22 aprile 1992 subentrerà all'esonerato Bernardi.
Nell'organico la principale defezione fu quella di Stefano Rusconi; scelto inizialmente nel Draft NBA dai Cleveland Cavaliers, venne ceduto nei diritti al Phoenix Suns. Rusconi rimase però in Italia, passando alla Benetton Treviso.
Nel corso dell'annata due saranno i gravi infortuni che influenzeranno l'esito del campionato; il playmaker Massimo Ferraiuolo e l'ala Romeo Sacchetti verranno entrambi operati al tendine di Achille. Il primo rientrerà in squadra il 26 marzo 1992, il secondo cesserà l'attività agonistica.
Giunti undicesimi al termine del Campionato, la Ranger disputerà i Play-out, ed il 10 maggio 1992, per una differenza segnature di quattro punti dalla Scaini Venezia, verrà retrocessa per la prima volta nella sua storia in Serie A2.
In Coppa Italia la Pallacanestro Varese verrà eliminata agli ottavi dalla squadra romana de Il Messaggero.
La stagione 1992-93, prima in serie A2, fu caratterizzata dal profondo cambiamento nell'organico sia della parte dirigenziale che nella squadra. Il nuovo presidente, che sostituì Antonio Bulgheroni, fu un altro giocatore del passato, Marino Zanatta. Nuovo allenatore, il rientrante Joe Isaac al posto del temporaneo Piva, sostituto di Bernardi nella precedente stagione. Il playmaker Massimo Ferraiuolo si trasferì a Pavia, nella Fernet Branca, Riccardo Caneva alla Glaxo Verona, Romeo Sacchetti cessò il ruolo di giocatore per dedicarsi al ruolo di coordinatore della squadra. Gli stranieri non fecero rientro, ed al posto di Reggie Theus e Eddie Lee Wilkins, la società ingaggiò Johnny Rogers e Mike Reddick. Lo sponsor fu di nuovo la Cagiva di Varese, dal 1º settembre 1992.
Il campionato venne condotto in maniera altalenante; a fronte di nove successi nel girone di andata, quello di ritorno fu avido di successi, tanto da condurre la società inizialmente a richiedere il supporto del vecchio allenatore Aza Nikolić, che fu presente dal 23 febbraio 1993 ai primi di marzo, poi, conclusa la prima parte della stagione al nono posto, la dirigenza decise di licenziare Isaac e Sacchetti. Il posto dell'allenatore venne assunto il 1º aprile da Edoardo Rusconi, ma la promozione nella massima seria venne rimandata.
In Coppa Italia la "Cagiva Varese" riuscì a sconfiggere ai sedicesimi la Scaini Venezia, ma venne eliminata agli ottavi dalla Benetton Treviso.

Gianmarco Pozzecco in azione sotto canestro durante gara 1 delle finali play-off 1999 che hanno valso a Varese lo scudetto della "stella"

Nella stagione 1993-94, seconda di A2, il vertice della società cambiò; venne sostituito Marino Zanatta ed il suo posto venne assunto da Antonio Cappellari. Vicepresidente venne nominato Edoardo Bulgheroni, figlio dell'ex presidente e cestista della Ignis Antonio e fratello del playmaker Gianantonio. Confermato l'allenatore, "Dodo Rusconi", è la squadra che mostrò una profonda trasformazione; Francesco Vescovi venne dato in prestito alla Kleenex Pistoia, ceduti i due stranieri, Rogers e Reddick. Bulgheroni fece rientro dal prestito alla Robur et Fides Varese, Davide Bianchi venne acquistato dalla Stefanel Trieste, Riccardo Esposito venne in prestito dalla Benetton Treviso. Il posto dei due statunitensi venne ricoperto da Mark Buford, sostituito dal 6 marzo 1994, ottava giornata di ritorno, da Evers Burns, e dalla guardia Arijan Komazec, croato, primo giocatore dell'Est Europa a militare a Varese. Komazec giunse dalla squadra greca del Panathinaikos, da cui si allontanò per motivi personali, e venne contattato da Cappellari, che riuscì a sottrarlo all'interesse di altre squadre continentali. L'utilizzo di questa guardia, all'occorrenza ala piccola, permise alla "Cagiva Varese" di conquistare il primo posto al termine della prima parte di campionato, conquistando l'accesso alla massima serie, e riuscendo a disputare gli ottavi di finale dei Play-off, persi contro la Filodoro Bologna.
In Coppa Italia la squadra varesina giunse agli ottavi di finale, venendo sconfitta nel settembre del 1993 dalla Scavolini Pesaro.
La stagione 1994-1995 vide la Cagiva Varese ritornare a disputare il campionato della massima serie. Edoardo Rusconi venne riconfermato, Francesco Vescovi fece ritorno da Pistoia, dalla Libertas Livorno, fallita quell'anno, giunse a costo zero il nuovo playmaker, Gianmarco Pozzecco, dagli Houston Rockets giunse il centro slovacco Richard Petruška.
Il campionato si concluse con il quinto posto iniziale, e l'elezione di Arijan Komazec a miglior straniero del campionato.
Nel prosieguo dei Play-off la squadra varesina trovò come avversaria la Stefanel Milano, con cui disputò dall'11 al 20 aprile 1995 tre incontri, che la videro infine sconfitta.
In Coppa Italia il quintetto di Rusconi giunse ai quarti di finale, dove si arrestò nel doppio incontro con la Illy Trieste.
In maggio venne ratificato il passaggio di Komazec alla Buckler Bologna.

### Varese Roosters

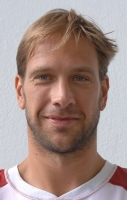
Sandro De Pol

Nel 1997 la Pallacanestro Varese decise di non portare nessun marchio di sponsorizzazione sulle maglie. La scelta fu quella di creare un pool di aziende per supportare economicamente la società. La squadra assunse il nome di Varese Roosters, dal termine inglese "galletto da combattimento". La stagione 1997-1998 vide la squadra varesina arrivare fino alle semifinali playoff per lo scudetto, venendo però eliminata dalla Kinder Bologna.
Varese si presentò al campionato 1998-1999 con un organico giovane, di cui fecero parte il playmaker Pozzecco e Cristiano Zanus Fortes; ad essi si affiancarono Andrea Meneghin, il croato già campione di Eurolega Veljko Mršić, l'esperto Cecco Vescovi, veterano della squadra, l'ala Alessandro De Pol, il giovanissimo centro Gek Galanda e il portoricano Daniel Santiago. In panchina sedette il tecnico Carlo Recalcati.
Il 1998/99 si rivelò una stagione estremamente positiva, culminata con il grande successo della "stella", ovvero il 10º scudetto vinto dalla società lombarda, festeggiato in estate anche dalla stella NBA Allen Iverson, che giunse a Varese per giocare dei match benefici 3 contro 3.
La stagione seguente ci fu un grosso cambiamento di organico (partirono Giacomo Galanda, Alessandro De Pol e Veljko Mršić, sostituiti da Denis Wucherer, Corey Allen, Glenn Sekunda, Eric Cárdenas, Alessandro Davolio e Francesco Foiera). Il cambiamento non riuscì a tenere ai vertici la squadra, rischiando la retrocessione e sostituendo l'allenatore con l'arrivo di Valerio Bianchini.
A fine stagione vinse la prima Supercoppa italiana nella storia di Varese e partecipò al McDonald's Open, nei quali i biancorossi sfiorarono la vittoria contro i campioni NBA dei San Antonio Spurs.

### Era Castiglioni
Dal 2000 la società passò alla famiglia Castiglioni, imprenditori varesini proprietari di varie aziende del territorio, tra le quali la casa motociclistica Cagiva.
Furono anni incerti, in cui la squadra arrivò anche a lottare per non retrocedere. Vari allenatori si alternarono sulla panchina della squadra: in sequenza Federico Danna, Gianfranco Lombardi, Giancarlo Sacco, Edoardo Colombo, Gregor Beugnot, Edoardo Rusconi, Giulio Cadeo, Gianni Molina e Rubén Magnano, il più duraturo, che guidò la squadra dal 2004 al 2007.
Nel 2005 la società festeggiò i sessant'anni di vita.
Per la stagione 2007-2008, concluso il rapporto con Magnano, in panchina arrivò Veljko Mršić, assistito da Andrea Meneghin e Cecco Vescovi.
Il 28 novembre 2007, dopo un pessimo inizio di stagione, con la squadra ridotta all'ultimo posto in classifica, in panchina venne chiamato Valerio Bianchini e Mrsić suo assistente. Il 30 marzo 2008, la sconfitta casalinga nel derby contro Cantù per 76-83 sancì la matematica retrocessione di Varese in LegaDue.

### Il ritorno in Serie A1
Il 9 giugno 2008 venne presentato il nuovo tecnico Stefano Pillastrini. Obiettivo dichiarato della società era la risalita immediata in Serie A.
Nella stagione, la squadra condusse dall'inizio la classifica, ma, complice qualche sconfitta, arrivò a giocarsi la promozione diretta solo all'ultima giornata contro la Prima Veroli il 26 aprile 2009.
Con la vittoria su Veroli per 81-70, riconquistò l'accesso alla Serie A, classificandosi davanti alla Vanoli Soresina a disputare i playoff.
Nella stagione successiva, sempre con Pillastrini in panchina, la Pallacanestro Varese trascorse tutta la stagione nella parte medio-bassa della classifica di serie A1, concludendo al 12º posto con 20 punti conquistati, e salvandosi alla 14ª giornata con una vittoria sulla Vanoli Cremona.

### Creazione "Varese nel Cuore"

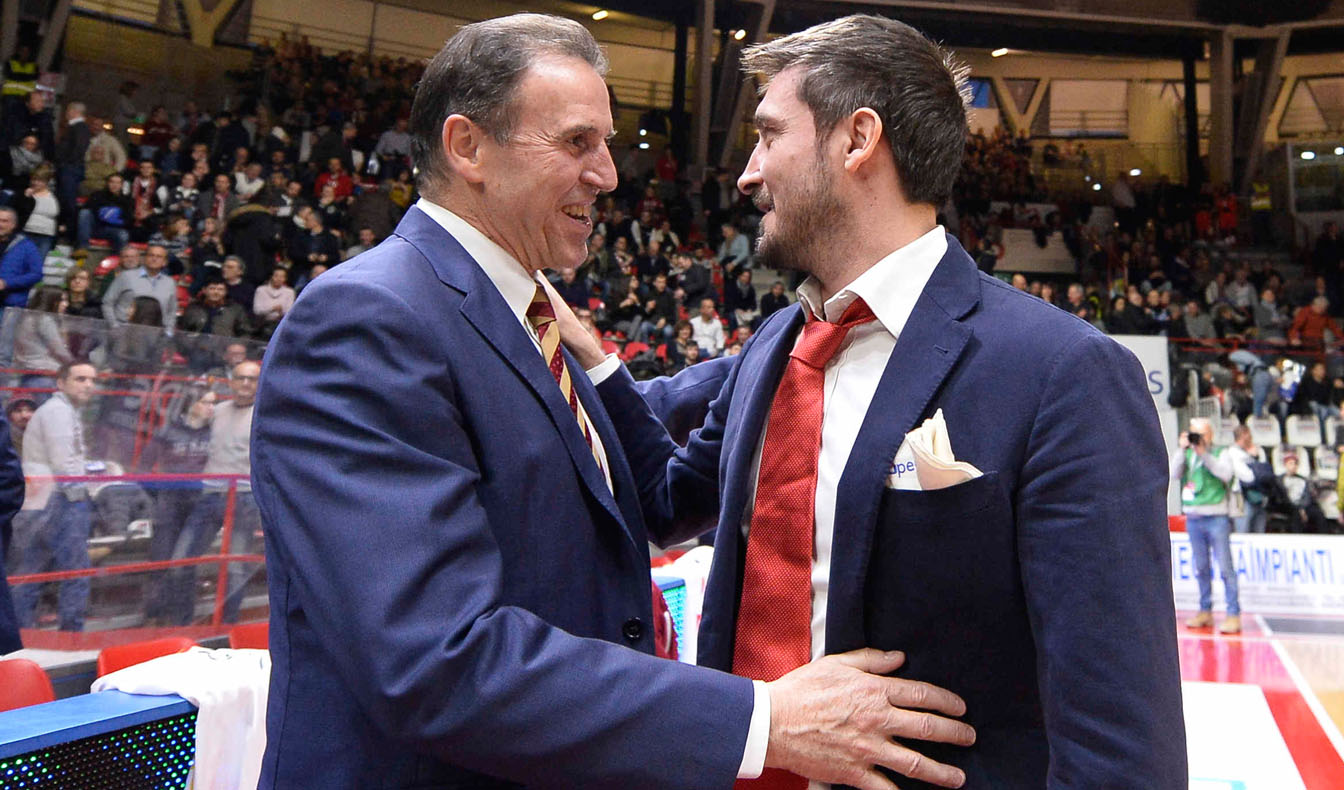
Gianmarco Pozzecco, allenatore di Varese e Carlo Recalcati, coach della Reyer Venezia, febbraio 2015 al Palasport Lino Oldrini

Nell'estate del 2010 la proprietà della squadra passa dalla famiglia Castiglioni al neocostituito consorzio "Varese nel Cuore", che detiene il 100% delle quote azionarie della Pallacanestro Varese. Scopo del consorzio è creare un pool di privati ed aziende che possano sostenere la squadra versando una quota media 10000 € l'anno per tre anni, in modo tale da aumentare il budget a disposizione della squadra. Presidente di Varese nel Cuore viene nominato Michele Lo Nero, che acquisisce pure la presidenza della società (poi ceduta a Francesco Vescovi).
Dal punto di vista tecnico, la novità principale è il ritorno in panchina di coach Carlo Recalcati. Il roster viene profondamente rinnovato, e la squadra riesce a terminare la regular season in 7ª posizione, qualificandosi ai play-off, dove sarà poi eliminata ai quarti di finale dalla Pallacanestro Cantù.
Carlo Recalcati viene confermato in panchina pure nella stagione successiva, che vede la squadra varesina terminare all'8º posto in regular season e venire successivamente eliminata ai playoff dalla Mens Sana Siena, capolista della stagione regolare.

### 2012: ritorno ai vertici
Per il campionato 2012-2013, terminato il rapporto con coach Carlo Recalcati, in panchina arrivò Francesco Vitucci. Rispetto all'anno precedente, la rosa venne drasticamente rinnovata: l'unico giocatore confermato fu Janar Talts. Il precampionato terminò senza sconfitte, mentre in campionato il girone di andata venne chiuso al primo posto con 26 punti, frutto di 13 vittorie e 2 sconfitte (alla 10ª giornata contro la Virtus Roma e alla 15ª contro la Reyer Venezia), con 2 punti di vantaggio sulla Dinamo Sassari.
Dopo l'ultima partecipazione nel 2007, la squadra varesina si qualificò alle Final Eight di Coppa Italia, nelle quali batté l'Olimpia Milano per 92-74 ai quarti e la Virtus Roma per 81-71 in semifinale, venendo però sconfitta in finale dalla Mens Sana Siena per 74-77.
Il 28 aprile 2013 dopo la vittoria casalinga su Pesaro per 85-70 Varese vinse matematicamente la regular season 2012-2013.

## Hall of Fame
La Hall of Fame della Pallacanestro Varese fu creata per il 60º anniversario della società bosina, nel 2005.
I tifosi scelsero 13 giocatori ed 1 allenatore in base al periodo storico.
Ai 13 giocatori nel 2007 si aggiunse Paolo Vittori che fu inserito dopo la sua elezione nella Italia Basket Hall of Fame.
| Nome               | Nazionalità                                | Ruolo      | Immagine |
| ------------------ | ------------------------------------------ | ---------- | -------- |
| Tonino Zorzi       | Italia (bandiera)                          | Ala        |          |
| Tony Gennari       | Italia (bandiera) · Stati Uniti (bandiera) | Playmaker  |          |
| Bob Morse          | Stati Uniti (bandiera)                     | Ala        |          |
| Dino Meneghin      | Italia (bandiera)                          | Centro     |          |
| Manuel Raga        | Messico (bandiera)                         | Ala        |          |
| Charlie Yelverton  | Stati Uniti (bandiera)                     | Guardia    |          |
| Corny Thompson     | Stati Uniti (bandiera)                     | Centro     |          |
| Meo Sacchetti      | Italia (bandiera)                          | Ala        |          |
| Cecco Vescovi      | Italia (bandiera)                          | Ala        |          |
| Gianmarco Pozzecco | Italia (bandiera)                          | Playmaker  |          |
| Aldo Ossola        | Italia (bandiera)                          | Playmaker  |          |
| Andrea Meneghin    | Italia (bandiera)                          | Guardia    |          |
| Paolo Vittori      | Italia (bandiera)                          | Ala        |          |
| Aza Nikolić        | Jugoslavia (bandiera)                      | Allenatore |          |